# Lijst van krabspinnen
Deze pagina beschrijft alle soorten uit de familie der krabspinnen (Thomisidae).

## Acentroscelus
Acentroscelus Simon, 1886
- Acentroscelus albipes Simon, 1886
- Acentroscelus gallinii Mello-Leitão, 1943
- Acentroscelus granulosus Mello-Leitão, 1929
- Acentroscelus guianensis (Taczanowski, 1872)
- Acentroscelus muricatus Mello-Leitão, 1947
- Acentroscelus nigrianus Mello-Leitão, 1929
- Acentroscelus peruvianus (Keyserling, 1880)
- Acentroscelus ramboi Mello-Leitão, 1943
- Acentroscelus secundus Mello-Leitão, 1929
- Acentroscelus singularis (Mello-Leitão, 1940)
- Acentroscelus versicolor Soares, 1942

## Acracanthostoma
Acracanthostoma Mello-Leitão, 1917
- Acracanthostoma bicornutum Mello-Leitão, 1917
- Acracanthostoma nigritarse Caporiacco, 1947

## Alcimochthes
Alcimochthes Simon, 1885
- Alcimochthes limbatus Simon, 1885
- Alcimochthes melanophthalmus Simon, 1903
- Alcimochthes meridionalis Tang & Li, 2009

## Amyciaea
Amyciaea Simon, 1885
- Amyciaea albomaculata (O. P.-Cambridge, 1874)
- Amyciaea forticeps (O. P.-Cambridge, 1873)
- Amyciaea hesperia Simon, 1895
- Amyciaea lineatipes O. P.-Cambridge, 1901
- Amyciaea orientalis Simon, 1909

## Angaeus
Angaeus Thorell, 1881
- Angaeus comatulus Simon, 1909
- Angaeus lenticulosus Simon, 1903
- Angaeus leucomenus (Thorell, 1895)
- Angaeus pentagonalis Pocock, 1901
- Angaeus pudicus Thorell, 1881
- Angaeus rhombifer Thorell, 1890

## Ansiea
Ansiea Lehtinen, 2005
- Ansiea buettikeri (Dippenaar-Schoeman, 1989)
- Ansiea tuckeri (Lessert, 1919)
  - Ansiea tuckeri thomensis (Bacelar, 1958)

## Aphantochilus
Aphantochilus O. P.-Cambridge, 1870
- Aphantochilus cambridgei Canals, 1933
- Aphantochilus inermipes Simon, 1929
- Aphantochilus rogersi O. P.-Cambridge, 1870

## Apyretina
Apyretina Strand, 1929
- Apyretina catenulata (Simon, 1903)
- Apyretina nigra (Simon, 1903)
- Apyretina pentagona (Simon, 1895)
- Apyretina quinquenotata (Simon, 1903)
- Apyretina tessera (Simon, 1903)

## Ascurisoma
Ascurisoma Strand, 1928
- Ascurisoma striatipes (Simon, 1897)

## Avelis
Avelis Simon, 1895
- Avelis hystriculus Simon, 1895

## Bassaniana
Bassaniana Strand, 1928
- Bassaniana baudueri (Simon, 1877)
- Bassaniana decorata (Karsch, 1879)
- Bassaniana floridana (Banks, 1896)
- Bassaniana ora Seo, 1992
- Bassaniana utahensis (Gertsch, 1932)
- Bassaniana versicolor (Keyserling, 1880)

## Bassaniodes
Bassaniodes Pocock, 1903
- Bassaniodes socotrensis Pocock, 1903

## Boliscodes
Boliscodes Simon, 1909
- Boliscodes amaenulus Simon, 1909

## Boliscus
Boliscus Thorell, 1891
- Boliscus decipiens O. P.-Cambridge, 1899
- Boliscus duricorius (Simon, 1880)
- Boliscus tuberculatus (Simon, 1886)

## Bomis
Bomis L. Koch, 1874
- Bomis bengalensis Tikader, 1962
- Bomis calcuttaensis Biswas & Mazumder, 1981
- Bomis khajuriai Tikader, 1980
- Bomis larvata L. Koch, 1874

## Bonapruncinia
Bonapruncinia Benoit, 1977
- Bonapruncinia sanctaehelenae Benoit, 1977

## Borboropactus
Borboropactus Simon, 1884
- Borboropactus asper (O. P.-Cambridge, 1884)
- Borboropactus australis (Lawrence, 1937)
- Borboropactus bituberculatus Simon, 1884
- Borboropactus cinerascens (Doleschall, 1859)
  - Borboropactus cinerascens sumatrae (Strand, 1907)
- Borboropactus divergens (Hogg, 1914)
- Borboropactus elephantus (Tikader, 1966)
- Borboropactus hainanus Song, 1993
- Borboropactus javanicola (Strand, 1913)
- Borboropactus jiangyong Yin et al., 2004
- Borboropactus noditarsis (Simon, 1903)
- Borboropactus silvicola (Lawrence, 1938)
- Borboropactus squalidus Simon, 1884
- Borboropactus vulcanicus (Doleschall, 1859)

## Bucranium
Bucranium O. P.-Cambridge, 1881
- Bucranium taurifrons O. P.-Cambridge, 1881

## Camaricus
Camaricus Thorell, 1887
- Camaricus bipunctatus Bastawade, 2002
- Camaricus castaneiceps Berland, 1924
- Camaricus cimex (Karsch, 1878)
- Camaricus florae Barrion & Litsinger, 1995
- Camaricus formosus Thorell, 1887
- Camaricus hastifer (Percheron, 1833)
- Camaricus khandalaensis Tikader, 1980
- Camaricus maugei (Walckenaer, 1837)
- Camaricus mimus (Pavesi, 1895)
- Camaricus nigrotesselatus Simon, 1895
  - Camaricus nigrotesselatus lineitarsus Strand, 1907
- Camaricus parisukatus Barrion & Litsinger, 1995
- Camaricus pulchellus Simon, 1903
- Camaricus rinkae Biswas & Roy, 2005
- Camaricus siltorsus Saha & Raychaudhuri, 2007

## Carcinarachne
Carcinarachne Schmidt, 1956
- Carcinarachne brocki Schmidt, 1956

## Cebrenninus
Cebrenninus Simon, 1887
- Cebrenninus annulatus (Thorell, 1890)
- Cebrenninus laevis (Thorell, 1890)
- Cebrenninus rugosus Simon, 1887
- Cebrenninus scabriculus (Thorell, 1890)
  - Cebrenninus scabriculus sulcatus (Thorell, 1890)

## Ceraarachne
Ceraarachne Keyserling, 1880
- Ceraarachne germaini Simon, 1886
- Ceraarachne goyannensis Mello-Leitão, 1929
- Ceraarachne varia Keyserling, 1880

## Cetratus
Cetratus Kulczynski, 1911
- Cetratus annulatus Kulczynski, 1911

## Coenypha
Coenypha Simon, 1895
- Coenypha edwardsi (Nicolet, 1849)
- Coenypha fasciata Mello-Leitão, 1926
- Coenypha fuliginosa (Nicolet, 1849)
- Coenypha lucasi (Nicolet, 1849)

## Coriarachne
Coriarachne Thorell, 1870
- Coriarachne brunneipes Banks, 1893
- Coriarachne depressa (C. L. Koch, 1837)
- Coriarachne fulvipes (Karsch, 1879)
- Coriarachne melancholica Simon, 1880
- Coriarachne nigrostriata Simon, 1886

## Corynethrix
Corynethrix L. Koch, 1876
- Corynethrix obscura L. Koch, 1876

## Cozyptila
Cozyptila Lehtinen & Marusik, 2005
- Cozyptila blackwalli (Simon, 1875)
- Cozyptila guseinovorum Marusik & Kovblyuk, 2005
- Cozyptila thaleri Marusik & Kovblyuk, 2005

## Cupa
Cupa Strand, 1906
- Cupa typica Bösenberg & Strand, 1906

## Cymbacha
Cymbacha L. Koch, 1874
- Cymbacha cerea L. Koch, 1876
- Cymbacha festiva L. Koch, 1874
- Cymbacha ocellata L. Koch, 1874
- Cymbacha saucia L. Koch, 1874
- Cymbacha setosa L. Koch, 1874
- Cymbacha similis L. Koch, 1876
- Cymbacha simplex Simon, 1895
- Cymbacha striatipes L. Koch, 1876

## Cymbachina
Cymbachina Bryant, 1933
- Cymbachina albobrunnea (Urquhart, 1893)

## Cynathea
Cynathea Simon, 1895
- Cynathea bicolor Simon, 1895
- Cynathea mechowi (Karsch, 1881)
- Cynathea obliterata Simon, 1895

## Cyriogonus
Cyriogonus Simon, 1886
- Cyriogonus fuscitarsis Strand, 1908
- Cyriogonus lactifer Simon, 1886
- Cyriogonus rutenbergi (Karsch, 1881)
- Cyriogonus simoni Lenz, 1891
- Cyriogonus triquetrus Simon, 1886
- Cyriogonus vinsoni (Thorell, 1875)

## Deltoclita
Deltoclita Simon, 1887
- Deltoclita bioculata Mello-Leitão, 1929
- Deltoclita rubra Mello-Leitão, 1943
- Deltoclita rubripes (Keyserling, 1880)

## Demogenes
Demogenes Simon, 1895
- Demogenes andamanensis (Tikader, 1980)
- Demogenes lugens (Thorell, 1881)

## Diaea
Diaea Thorell, 1869
- Diaea albicincta Pavesi, 1883
- Diaea albolimbata L. Koch, 1875
- Diaea ambara (Urquhart, 1885)
- Diaea bengalensis Biswas & Mazumder, 1981
- Diaea bipunctata Rainbow, 1902
- Diaea blanda L. Koch, 1875
- Diaea caecutiens L. Koch, 1876
- Diaea carangali Barrion & Litsinger, 1995
- Diaea circumlita L. Koch, 1876
- Diaea cruentata (L. Koch, 1874)
- Diaea decempunctata Kulczynski, 1911
- Diaea delata Karsch, 1880
- Diaea dimidiata (L. Koch, 1867)
- Diaea doleschalli Hogg, 1915
- Diaea dorsata (Fabricius, 1777)
- Diaea ergandros Evans, 1995
- Diaea evanida (L. Koch, 1867)
- Diaea giltayi Roewer, 1938
- Diaea graphica Simon, 1882
- Diaea gyoja Ono, 1985
- Diaea haematodactyla L. Koch, 1875
- Diaea implicata Jézéquel, 1966
- Diaea inornata (L. Koch, 1876)
- Diaea insecta L. Koch, 1875
- Diaea insignis Thorell, 1877
- Diaea jucunda Thorell, 1881
- Diaea kangarooblaszaki Szymkowiak, 2008
- Diaea limbata Kulczynski, 1911
- Diaea livens Simon, 1876
- Diaea longisetosa Roewer, 1961
- Diaea megagyna Evans, 1995
- Diaea mikhailovi Zhang, Song & Zhu, 2004
- Diaea mollis L. Koch, 1875
- Diaea multimaculata Rainbow, 1904
- Diaea multopunctata L. Koch, 1874
- Diaea mutabilis Kulczynski, 1901
- Diaea nakajimai Ono, 1993
- Diaea ocellata Rainbow, 1898
- Diaea olivacea L. Koch, 1875
- Diaea papuana Kulczynski, 1911
- Diaea pilula (L. Koch, 1867)
- Diaea placata O. P.-Cambridge, 1899
- Diaea plumbea L. Koch, 1875
- Diaea pougneti Simon, 1885
- Diaea praetexta (L. Koch, 1865)
- Diaea prasina L. Koch, 1876
- Diaea proclivis Simon, 1903
- Diaea pulleinei Rainbow, 1915
- Diaea puncta Karsch, 1884
- Diaea punctata L. Koch, 1875
- Diaea punctipes L. Koch, 1875
- Diaea rohani Fage, 1923
- Diaea rosea L. Koch, 1875
- Diaea rubropunctata Rainbow, 1920
- Diaea rufoannulata Simon, 1880
- Diaea semilutea Simon, 1903
- Diaea seminola Gertsch, 1939
- Diaea septempunctata L. Koch, 1874
- Diaea shirleyi Hogg, 1922
- Diaea simplex Xu, Han & Li, 2008
- Diaea socialis Main, 1988
- Diaea sphaeroides (Urquhart, 1885)
- Diaea spinosa Keyserling, 1880
- Diaea subdola O. P.-Cambridge, 1885
- Diaea suspiciosa O. P.-Cambridge, 1885
- Diaea tadtadtinika Barrion & Litsinger, 1995
- Diaea taibeli Caporiacco, 1949
- Diaea tenuis L. Koch, 1875
- Diaea terrena Dyal, 1935
- Diaea tongatabuensis Strand, 1913
- Diaea tristania (Rainbow, 1900)
- Diaea variabilis L. Koch, 1875
- Diaea velata L. Koch, 1876
- Diaea viridipes Strand, 1909
- Diaea xanthogaster (L. Koch, 1875)
- Diaea zonura Thorell, 1892

## Dietopsa
Dietopsa Strand, 1932
- Dietopsa castaneifrons (Simon, 1895)
- Dietopsa parnassia (Simon, 1895)

## Dimizonops
Dimizonops Pocock, 1903
- Dimizonops insularis Pocock, 1903

## Diplotychus
Diplotychus Simon, 1903
- Diplotychus longulus Simon, 1903

## Domatha
Domatha Simon, 1895
- Domatha celeris Kulczynski, 1911
- Domatha vivida Simon, 1895

## Ebelingia
Ebelingia Lehtinen, 2005
- Ebelingia hubeiensis (Song & Zhao, 1994)
- Ebelingia kumadai (Ono, 1985)

## Ebrechtella
Ebrechtella Dahl, 1907
- Ebrechtella concinna (Thorell, 1877)
- Ebrechtella forcipata (Song & Zhu, 1993)
- Ebrechtella hongkong (Song, Zhu & Wu, 1997)
- Ebrechtella margaritacea (Simon, 1909)
- Ebrechtella pseudovatia (Schenkel, 1936)
- Ebrechtella sufflava (O. P.-Cambridge, 1885)
- Ebrechtella timida (Thorell, 1887)
- Ebrechtella tricuspidata (Fabricius, 1775)
  - Ebrechtella tricuspidata concolor (Caporiacco, 1935)
- Ebrechtella xinjiangensis (Hu & Wu, 1989)
- Ebrechtella xinjie (Song, Zhu & Wu, 1997)

## Emplesiogonus
Emplesiogonus Simon, 1903
- Emplesiogonus scutulatus Simon, 1903
- Emplesiogonus striatus Simon, 1903

## Epicadinus
Epicadinus Simon, 1895
- Epicadinus albimaculatus Mello-Leitão, 1929
- Epicadinus biocellatus Mello-Leitão, 1929
- Epicadinus gavensis Soares & Soares, 1946
- Epicadinus helenae Piza, 1936
- Epicadinus marmoratus Mello-Leitão, 1947
- Epicadinus polyophthalmus Mello-Leitão, 1929
- Epicadinus spinipes (Blackwall, 1862)
- Epicadinus trifidus (O. P.-Cambridge, 1893)
- Epicadinus trispinosus (Taczanowski, 1872)
- Epicadinus tuberculatus Petrunkevitch, 1910
- Epicadinus villosus Mello-Leitão, 1929

## Epicadus
Epicadus Simon, 1895
- Epicadus granulatus Banks, 1909
- Epicadus heterogaster (Guérin, 1829)
  - Epicadus heterogaster scholagriculae Piza, 1933
- Epicadus nigronotatus Mello-Leitão, 1940
- Epicadus pallidus Mello-Leitão, 1929
- Epicadus planus Mello-Leitão, 1932
- Epicadus rubripes Mello-Leitão, 1924

## Epidius
Epidius Thorell, 1877
- Epidius bazarus (Tikader, 1970)
- Epidius binotatus Simon, 1897
  - Epidius binotatus guineensis Millot, 1942
- Epidius brevipalpus Simon, 1903
- Epidius denisi Lessert, 1943
- Epidius ganxiensis (Yin, Peng & Kim, 1999)
- Epidius gongi (Song & Kim, 1992)
- Epidius longipalpis Thorell, 1877
- Epidius lyriger Simon, 1897
- Epidius pallidus (Thorell, 1890)
- Epidius parvati Benjamin, 2000
- Epidius rubropictus Simon, 1909

## Erissoides
Erissoides Mello-Leitão, 1929
- Erissoides argentinus Mello-Leitão, 1931
- Erissoides striatus Mello-Leitão, 1929
- Erissoides vittatus Mello-Leitão, 1949

## Erissus
Erissus Simon, 1895
- Erissus angulosus Simon, 1895
- Erissus bateae Soares, 1941
- Erissus bilineatus Mello-Leitão, 1929
- Erissus fuscus Simon, 1929
- Erissus mirabilis (Soares, 1942)
- Erissus roseus Mello-Leitão, 1943
- Erissus sanctaeleopoldinae (Soares & Soares, 1946)
- Erissus spinosissimus Mello-Leitão, 1929
- Erissus truncatifrons Simon, 1895
- Erissus validus Simon, 1895

## Felsina
Felsina Simon, 1895
- Felsina granulum Simon, 1895

## Firmicus
Firmicus Simon, 1895
- Firmicus abnormis (Lessert, 1923)
- Firmicus arushae Caporiacco, 1947
- Firmicus aurantipes Jézéquel, 1966
- Firmicus biguttatus Caporiacco, 1940
- Firmicus bimaculatus (Simon, 1886)
- Firmicus bipunctatus Caporiacco, 1941
- Firmicus bivittatus Simon, 1895
- Firmicus bragantinus (Brito Capello, 1866)
- Firmicus campestratus Simon, 1907
  - Firmicus campestratus faradjensis (Lessert, 1928)
  - Firmicus campestratus ogoueensis Simon, 1907
- Firmicus dewitzi Simon, 1899
- Firmicus duriusculus Simon, 1903
- Firmicus haywoodae Jézéquel, 1964
- Firmicus insularis (Blackwall, 1877)
- Firmicus lentiginosus (Simon, 1886)
- Firmicus paecilipes Caporiacco, 1940
- Firmicus strandi Caporiacco, 1947
- Firmicus werneri Simon, 1906

## Geraesta
Geraesta Simon, 1889
- Geraesta bilobata Simon, 1897
- Geraesta hirta Simon, 1889

## Gnoerichia
Gnoerichia Dahl, 1907
- Gnoerichia buettneri Dahl, 1907

## Haedanula
Haedanula Caporiacco, 1941
- Haedanula subinermis Caporiacco, 1941

## Haplotmarus
Haplotmarus Simon, 1909
- Haplotmarus plumatilis Simon, 1909

## Hedana
Hedana L. Koch, 1874
- Hedana bonneti Chrysanthus, 1964
- Hedana gracilis L. Koch, 1874
- Hedana maculosa Hogg, 1896
- Hedana morgani (Simon, 1885)
- Hedana ocellata Thorell, 1890
- Hedana octoperlata Simon, 1895
- Hedana pallida L. Koch, 1876
- Hedana perspicax Thorell, 1890
- Hedana subtilis L. Koch, 1874
- Hedana valida L. Koch, 1875

## Henriksenia
Henriksenia Lehtinen, 2005
- Henriksenia hilaris (Thorell, 1877)
- Henriksenia thienemanni (Reimoser, 1931)

## Herbessus
Herbessus Simon, 1903
- Herbessus decorsei Simon, 1903

## Heriaesynaema
Heriaesynaema Caporiacco, 1939
- Heriaesynaema flavipes Caporiacco, 1939

## Heriaeus
Heriaeus Simon, 1875
- Heriaeus algericus Loerbroks, 1983
- Heriaeus buffoni (Audouin, 1826)
- Heriaeus buffonopsis Loerbroks, 1983
- Heriaeus capillatus Utochkin, 1985
- Heriaeus charitonovi Utochkin, 1985
- Heriaeus crassispinus Lawrence, 1942
- Heriaeus delticus Utochkin, 1985
- Heriaeus fedotovi Charitonov, 1946
- Heriaeus fimbriatus Lawrence, 1942
- Heriaeus graminicola (Doleschall, 1852)
- Heriaeus hirtus (Latreille, 1819)
- Heriaeus horridus Tyschchenko, 1965
- Heriaeus latifrons Lessert, 1919
- Heriaeus maurusius Loerbroks, 1983
- Heriaeus melloteei Simon, 1886
- Heriaeus numidicus Loerbroks, 1983
- Heriaeus orientalis Simon, 1918
- Heriaeus pilosus Nosek, 1905
- Heriaeus setiger (O. P.-Cambridge, 1872)
- Heriaeus simoni Kulczynski, 1903
- Heriaeus spinipalpus Loerbroks, 1983
- Heriaeus transvaalicus Simon, 1895

## Heterogriffus
Heterogriffus Platnick, 1976
- Heterogriffus berlandi (Lessert, 1938)

## Hewittia
Hewittia Lessert, 1928
- Hewittia gracilis Lessert, 1928

## Hexommulocymus
Hexommulocymus Caporiacco, 1955
- Hexommulocymus kolosvaryi Caporiacco, 1955

## Holopelus
Holopelus Simon, 1886
- Holopelus albibarbis Simon, 1895
- Holopelus almiae Dippenaar-Schoeman, 1986
- Holopelus bufoninus Simon, 1886
- Holopelus crassiceps (Strand, 1913)
- Holopelus irroratus (Thorell, 1899)
- Holopelus malati Simon, 1895
- Holopelus piger O. P.-Cambridge, 1899

## Iphoctesis
Iphoctesis Simon, 1903
- Iphoctesis echinipes Simon, 1903

## Isala
Isala L. Koch, 1876
- Isala punctata L. Koch, 1876

## Isaloides
Isaloides F. O. P.-Cambridge, 1900
- Isaloides putus (O. P.-Cambridge, 1891)
- Isaloides toussainti Banks, 1903
- Isaloides yollotl Jiménez, 1992

## Lampertia
Lampertia Strand, 1907
- Lampertia pulchra Strand, 1907

## Latifrons
Latifrons Kulczynski, 1911
- Latifrons picta Kulczynski, 1911

## Ledouxia
Ledouxia Lehtinen, 2005
- Ledouxia alluaudi (Simon, 1898)

## Loxobates
Loxobates Thorell, 1877
- Loxobates castetsi (Simon, 1906)
- Loxobates daitoensis Ono, 1988
- Loxobates ephippiatus Thorell, 1877
- Loxobates kapuri (Tikader, 1980)
- Loxobates kawilus Barrion & Litsinger, 1995
- Loxobates masapangensis Barrion & Litsinger, 1995
- Loxobates minor Ono, 2001
- Loxobates ornatus Thorell, 1891
- Loxobates quinquenotatus Thorell, 1895
- Loxobates spiniformis Yang, Zhu & Song, 2006

## Loxoporetes
Loxoporetes Kulczynski, 1911
- Loxoporetes colcloughi (Rainbow, 1912)
- Loxoporetes nouhuysii Kulczynski, 1911

## Lycopus
Lycopus Thorell, 1895
- Lycopus atypicus Strand, 1911
- Lycopus edax Thorell, 1895
- Lycopus kochi Kulczynski, 1911
- Lycopus primus Tang & Li, 2009
- Lycopus rubropictus Workman, 1896
- Lycopus trabeatus Simon, 1895

## Lysiteles
Lysiteles Simon, 1895
- Lysiteles ambrosii Ono, 2001
- Lysiteles amoenus Ono, 1980
- Lysiteles anchorus Zhu, Lian & Ono, 2004
- Lysiteles annapurnus Ono, 1979
- Lysiteles arcuatus Tang et al., 2008
- Lysiteles auriculatus Tang et al., 2008
- Lysiteles badongensis Song & Chai, 1990
- Lysiteles bhutanus Ono, 2001
- Lysiteles boteus Barrion & Litsinger, 1995
- Lysiteles brunettii (Tikader, 1962)
- Lysiteles catulus Simon, 1895
- Lysiteles clavellatus Tang et al., 2008
- Lysiteles conflatus Tang et al., 2008
- Lysiteles conicus Tang et al., 2007
- Lysiteles coronatus (Grube, 1861)
- Lysiteles corrugus Tang et al., 2008
- Lysiteles curvatus Tang et al., 2008
- Lysiteles davidi Tang et al., 2007
- Lysiteles dentatus Tang et al., 2007
- Lysiteles dianicus Song & Zhao, 1994
- Lysiteles digitatus Zhang, Zhu & Tso, 2006
- Lysiteles distortus Tang et al., 2008
- Lysiteles excultus (O. P.-Cambridge, 1885)
- Lysiteles guangxiensis He & Hu, 1999
- Lysiteles guoi Tang et al., 2008
- Lysiteles himalayensis Ono, 1979
- Lysiteles hongkong Song, Zhu & Wu, 1997
- Lysiteles inflatus Song & Chai, 1990
- Lysiteles kunmingensis Song & Zhao, 1994
- Lysiteles lepusculus Ono, 1979
- Lysiteles linzhiensis Hu, 2001
- Lysiteles magkalapitus Barrion & Litsinger, 1995
- Lysiteles maior Ono, 1979
- Lysiteles mandali (Tikader, 1966)
- Lysiteles miniatus Ono, 1980
- Lysiteles minimus (Schenkel, 1953)
- Lysiteles minusculus Song & Chai, 1990
- Lysiteles montivagus Ono, 1979
- Lysiteles niger Ono, 1979
- Lysiteles okumae Ono, 1980
- Lysiteles parvulus Ono, 1979
- Lysiteles punctiger Ono, 2001
- Lysiteles qiuae Song & Wang, 1991
- Lysiteles saltus Ono, 1979
- Lysiteles silvanus Ono, 1980
- Lysiteles sorsogonensis Barrion & Litsinger, 1995
- Lysiteles spirellus Tang et al., 2008
- Lysiteles subdianicus Tang et al., 2008
- Lysiteles suwertikos Barrion & Litsinger, 1995
- Lysiteles torsivus Zhang, Zhu & Tso, 2006
- Lysiteles transversus Tang et al., 2008
- Lysiteles umalii Barrion & Litsinger, 1995
- Lysiteles uniprocessus Tang et al., 2008
- Lysiteles wenensis Song, 1995
- Lysiteles wittmeri Ono, 2001

## Majellula
Majellula Strand, 1932
- Majellula affinis (O. P.-Cambridge, 1896)
- Majellula pulchra Bryant, 1940
- Majellula spinigera (O. P.-Cambridge, 1891)

## Martus
Martus Mello-Leitão, 1943
- Martus albolineatus Mello-Leitão, 1943

## Massuria
Massuria Thorell, 1887
- Massuria angulata Thorell, 1887
- Massuria bellula Xu, Han & Li, 2008
- Massuria roonwali (Basu, 1964)
- Massuria sreepanchamii (Tikader, 1962)
- Massuria watari Ono, 2002

## Mastira
Mastira Thorell, 1891
- Mastira adusta (L. Koch, 1867)
- Mastira bipunctata Thorell, 1891
- Mastira bitaeniata (Thorell, 1878)
- Mastira cimicina (Thorell, 1881)
- Mastira flavens (Thorell, 1877)
- Mastira menoka (Tikader, 1963)
- Mastira nicobarensis (Tikader, 1980)
- Mastira nitida (Thorell, 1877)
- Mastira tegularis Xu, Han & Li, 2008

## Mecaphesa
Mecaphesa Simon, 1900
- Mecaphesa aikoae (Schick, 1965)
- Mecaphesa anguliventris (Simon, 1900)
- Mecaphesa arida (Suman, 1970)
- Mecaphesa asperata (Hentz, 1847)
- Mecaphesa baltea (Suman, 1970)
- Mecaphesa bubulcus (Suman, 1970)
- Mecaphesa californica (Banks, 1896)
- Mecaphesa carletonica (Dondale & Redner, 1976)
- Mecaphesa cavata (Suman, 1970)
- Mecaphesa celer (Hentz, 1847)
  - Mecaphesa celer olivacea (Franganillo, 1930)
  - Mecaphesa celer punctata (Franganillo, 1926)
- Mecaphesa cincta Simon, 1900
- Mecaphesa coloradensis (Gertsch, 1933)
- Mecaphesa damnosa (Keyserling, 1880)
- Mecaphesa decora (Banks, 1898)
- Mecaphesa deserti (Schick, 1965)
- Mecaphesa devia (Gertsch, 1939)
- Mecaphesa discreta (Suman, 1970)
- Mecaphesa dubia (Keyserling, 1880)
- Mecaphesa edita (Suman, 1970)
- Mecaphesa facunda (Suman, 1970)
- Mecaphesa gabrielensis (Schick, 1965)
- Mecaphesa gertschi (Kraus, 1955)
- Mecaphesa hiatus (Suman, 1970)
- Mecaphesa imbricata (Suman, 1970)
- Mecaphesa importuna (Keyserling, 1881)
  - Mecaphesa importuna belkini (Schick, 1965)
- Mecaphesa inclusa (Banks, 1902)
- Mecaphesa insulana (Keyserling, 1890)
- Mecaphesa juncta (Suman, 1970)
- Mecaphesa kanakana (Karsch, 1880)
- Mecaphesa lepida (Thorell, 1877)
- Mecaphesa lowriei (Schick, 1970)
- Mecaphesa naevigera (Simon, 1900)
- Mecaphesa nigrofrenata (Simon, 1900)
- Mecaphesa oreades (Simon, 1900)
- Mecaphesa perkinsi Simon, 1904
- Mecaphesa persimilis (Kraus, 1955)
- Mecaphesa prosper (O. P.-Cambridge, 1896)
- Mecaphesa quercina (Schick, 1965)
- Mecaphesa revillagigedoensis (Jiménez, 1991)
- Mecaphesa rothi (Schick, 1965)
- Mecaphesa rufithorax (Simon, 1904)
- Mecaphesa schlingeri (Schick, 1965)
- Mecaphesa semispinosa Simon, 1900
- Mecaphesa sierrensis (Schick, 1965)
- Mecaphesa sjostedti (Berland, 1924)
- Mecaphesa spiralis (F. O. P.-Cambridge, 1900)
- Mecaphesa velata (Simon, 1900)
- Mecaphesa verityi (Schick, 1965)

## Megapyge
Megapyge Caporiacco, 1947
- Megapyge rufa Caporiacco, 1947

## Metadiaea
Metadiaea Mello-Leitão, 1929
- Metadiaea fidelis Mello-Leitão, 1929

## Misumena
Misumena Latreille, 1804
- Misumena adelae Mello-Leitão, 1944
- Misumena alpha Chrysanthus, 1964
- Misumena amabilis Keyserling, 1880
- Misumena annapurna Tikader, 1963
- Misumena arrogans Thorell, 1881
- Misumena atrocincta Costa, 1875
- Misumena beta Chrysanthus, 1964
- Misumena bicolor Simon, 1875
- Misumena bipunctata Rainbow, 1898
- Misumena citreoides (Taczanowski, 1872)
- Misumena conferta Banks, 1898
- Misumena fasciata Kulczynski, 1911
- Misumena fidelis Banks, 1898
- Misumena frenata Simon, 1909
- Misumena ganpatii Kumari & Mittal, 1994
- Misumena greenae Tikader, 1965
- Misumena grubei (Simon, 1895)
- Misumena indra Tikader, 1963
- Misumena innotata Thorell, 1881
- Misumena lorentzi Kulczynski, 1911
- Misumena luteovariata Mello-Leitão, 1929
- Misumena maputiyana Barrion & Litsinger, 1995
- Misumena maronica Caporiacco, 1954
- Misumena mridulai Tikader, 1962
- Misumena nana Lessert, 1933
- Misumena nigripes (Taczanowski, 1872)
- Misumena nigromaculata Denis, 1963
- Misumena oblonga O. P.-Cambridge, 1885
- Misumena pallescens Caporiacco, 1949
- Misumena peninsulana Banks, 1898
- Misumena picta Franganillo, 1926
- Misumena platimanu Mello-Leitão, 1929
- Misumena quadrivulvata Franganillo, 1926
- Misumena ritujae Gajbe, 2008
- Misumena rubripes Keyserling, 1880
- Misumena spinifera (Blackwall, 1862)
- Misumena spinigaster Mello-Leitão, 1929
- Misumena tapyasuka Barrion & Litsinger, 1995
- Misumena terrosa Soares, 1944
- Misumena vatia (Clerck, 1757)
- Misumena viridans Mello-Leitão, 1917

## Misumenoides
Misumenoides F. O. P.-Cambridge, 1900
- Misumenoides annulipes (O. P.-Cambridge, 1891)
- Misumenoides bifissus F. O. P.-Cambridge, 1900
- Misumenoides blandus (O. P.-Cambridge, 1891)
- Misumenoides carminatus Mello-Leitão, 1941
- Misumenoides chlorophilus (Holmberg, 1881)
- Misumenoides corticatus Mello-Leitão, 1929
- Misumenoides crassipes (Keyserling, 1880)
- Misumenoides dasysternon Mello-Leitão, 1943
- Misumenoides decipiens Caporiacco, 1955
- Misumenoides depressus (O. P.-Cambridge, 1891)
- Misumenoides eximius Mello-Leitão, 1938
- Misumenoides formosipes (Walckenaer, 1837)
- Misumenoides fusciventris Mello-Leitão, 1929
- Misumenoides gerschmanae Mello-Leitão, 1944
- Misumenoides gwarighatensis Gajbe, 2004
- Misumenoides illotus Soares, 1944
- Misumenoides magnus (Keyserling, 1880)
- Misumenoides naginae Biswas & Roy, 2008
- Misumenoides nigripes Mello-Leitão, 1929
- Misumenoides nigromaculatus (Keyserling, 1880)
- Misumenoides obesulus (Gertsch & Davis, 1940)
- Misumenoides parvus (Keyserling, 1880)
- Misumenoides paucispinosus Mello-Leitão, 1929
- Misumenoides proseni Mello-Leitão, 1944
- Misumenoides quetzaltocatl Jiménez, 1992
- Misumenoides roseiceps Mello-Leitão, 1949
- Misumenoides rubrithorax Caporiacco, 1947
- Misumenoides rubroniger Mello-Leitão, 1947
- Misumenoides rugosus (O. P.-Cambridge, 1891)
- Misumenoides similis (Keyserling, 1881)
- Misumenoides tibialis (O. P.-Cambridge, 1891)
- Misumenoides variegatus Mello-Leitão, 1941
- Misumenoides vazquezae (Jiménez, 1986)
- Misumenoides vigilans (O. P.-Cambridge, 1890)
- Misumenoides vulneratus Mello-Leitão, 1929

## Misumenops
Misumenops F. O. P.-Cambridge, 1900
- Misumenops anachoretus (Holmberg, 1876)
- Misumenops armatus Spassky, 1952
- Misumenops bellulus (Banks, 1896)
- Misumenops biannulipes (Mello-Leitão, 1929)
- Misumenops bivittatus (Keyserling, 1880)
- Misumenops callinurus Mello-Leitão, 1929
- Misumenops candidoi (Caporiacco, 1948)
- Misumenops carneus Mello-Leitão, 1944
- Misumenops conspersus (Keyserling, 1880)
- Misumenops consuetus (Banks, 1898)
- Misumenops croceus (Keyserling, 1880)
- Misumenops cruentatus (Walckenaer, 1837)
- Misumenops curadoi Soares, 1943
- Misumenops dalmasi Berland, 1927
- Misumenops decolor (Kulczynski, 1901)
- Misumenops fluminensis Mello-Leitão, 1929
- Misumenops forcatus Song & Chai, 1990
- Misumenops gibbosus (Blackwall, 1862)
- Misumenops gracilis (Keyserling, 1880)
- Misumenops guianensis (Taczanowski, 1872)
- Misumenops haemorrhous Mello-Leitão, 1949
- Misumenops ignobilis (Badcock, 1932)
- Misumenops iners (Walckenaer, 1837)
- Misumenops khandalaensis Tikader, 1965
- Misumenops lacticeps (Mello-Leitão, 1944)
- Misumenops lenis (Keyserling, 1880)
- Misumenops longispinosus (Mello-Leitão, 1949)
- Misumenops maculissparsus (Keyserling, 1891)
- Misumenops melloleitaoi Berland, 1942
- Misumenops mexicanus (Keyserling, 1880)
- Misumenops morrisi Barrion & Litsinger, 1995
- Misumenops nepenthicola (Pocock, 1898)
- Misumenops ocellatus (Tullgren, 1905)
- Misumenops octoguttatus Mello-Leitão, 1941
- Misumenops pallens (Keyserling, 1880)
- Misumenops pallidus (Keyserling, 1880)
  - Misumenops pallidus reichlini Schenkel, 1949
- Misumenops paranensis (Mello-Leitão, 1932)
- Misumenops pascalis (O. P.-Cambridge, 1891)
- Misumenops punctatus (Keyserling, 1880)
- Misumenops rapaensis Berland, 1934
- Misumenops robustus Simon, 1929
- Misumenops roseofuscus Mello-Leitão, 1944
- Misumenops rubrodecoratus Millot, 1942
- Misumenops schiapelliae Mello-Leitão, 1944
- Misumenops silvarum Mello-Leitão, 1929
- Misumenops spinifer (Piza, 1937)
- Misumenops spinitarsis Mello-Leitão, 1932
- Misumenops spinulosissimus (Berland, 1936)
- Misumenops splendens (Keyserling, 1880)
- Misumenops temibilis (Holmberg, 1876)
- Misumenops temihana Garb, 2007
- Misumenops turanicus Charitonov, 1946
- Misumenops variegatus (Keyserling, 1880)
- Misumenops varius (Keyserling, 1880)
- Misumenops xiushanensis Song & Chai, 1990
- Misumenops zeugma Mello-Leitão, 1929
- Misumenops zhangmuensis (Hu & Li, 1987)

## Misumessus
Misumessus Banks, 1904
- Misumessus oblongus (Keyserling, 1880)

## Modysticus
Modysticus Gertsch, 1953
- Modysticus floridanus (Banks, 1895)
- Modysticus imitatus (Gertsch, 1953)
- Modysticus modestus (Scheffer, 1904)
- Modysticus okefinokensis (Gertsch, 1934)

## Monaeses
Monaeses Thorell, 1869
- Monaeses aciculus (Simon, 1903)
- Monaeses attenuatus O. P.-Cambridge, 1899
- Monaeses austrinus Simon, 1910
- Monaeses brevicaudatus L. Koch, 1874
- Monaeses caudatus Tang & Song, 1988
- Monaeses cinerascens (Thorell, 1887)
- Monaeses fasciculiger Jézéquel, 1964
- Monaeses fuscus Dippenaar-Schoeman, 1984
- Monaeses gibbus Dippenaar-Schoeman, 1984
- Monaeses greeni O. P.-Cambridge, 1899
- Monaeses griseus Pavesi, 1897
- Monaeses guineensis Millot, 1942
- Monaeses habamatinikus Barrion & Litsinger, 1995
- Monaeses israeliensis Levy, 1973
- Monaeses jabalpurensis Gajbe & Rane, 1992
- Monaeses lucasi (Taczanowski, 1872)
- Monaeses mukundi Tikader, 1980
- Monaeses nigritus Simon, 1909
- Monaeses pachpediensis (Tikader, 1980)
- Monaeses paradoxus (Lucas, 1846)
- Monaeses parvati Tikader, 1963
- Monaeses pustulosus Pavesi, 1895
- Monaeses quadrituberculatus Lawrence, 1927
- Monaeses reticulatus (Simon, 1909)
- Monaeses tuberculatus (Thorell, 1895)
- Monaeses xiphosurus Simon, 1907
- Monaeses xyphoides L. Koch, 1874

## Musaeus
Musaeus Thorell, 1890
- Musaeus politus Thorell, 1890

## Mystaria
Mystaria Simon, 1895
- Mystaria rufolimbata Simon, 1895
- Mystaria unicolor Simon, 1895

## Narcaeus
Narcaeus Thorell, 1890
- Narcaeus picinus Thorell, 1890

## Nyctimus
Nyctimus Thorell, 1877
- Nyctimus bistriatus Thorell, 1877

## Ocyllus
Ocyllus Thorell, 1887
- Ocyllus binotatus Thorell, 1887
- Ocyllus pallens Thorell, 1895

## Onocolus
Onocolus Simon, 1895
- Onocolus biocellatus Mello-Leitão, 1948
- Onocolus compactilis Simon, 1895
- Onocolus echinatus (Taczanowski, 1872)
- Onocolus echinicaudus Mello-Leitão, 1929
- Onocolus echinurus Mello-Leitão, 1929
- Onocolus eloaeus Lise, 1980
- Onocolus garruchus Lise, 1979
- Onocolus granulosus Mello-Leitão, 1929
- Onocolus infelix Mello-Leitão, 1941
- Onocolus intermedius (Mello-Leitão, 1929)
- Onocolus latiductus Lise, 1980
- Onocolus mitralis Lise, 1979
- Onocolus pentagonus (Keyserling, 1880)
- Onocolus perditus Mello-Leitão, 1929
- Onocolus simoni Mello-Leitão, 1915
- Onocolus trifolius Mello-Leitão, 1929

## Ostanes
Ostanes Simon, 1895
- Ostanes pristis Simon, 1895

## Oxytate
Oxytate L. Koch, 1878
- Oxytate argenteooculata (Simon, 1886)
- Oxytate attenuata (Thorell, 1895)
- Oxytate bhutanica Ono, 2001
- Oxytate capitulata Tang & Li, 2009
- Oxytate chlorion (Simon, 1906)
- Oxytate clavulata Tang, Yin & Peng, 2008
- Oxytate concolor (Caporiacco, 1947)
- Oxytate elongata (Tikader, 1980)
- Oxytate forcipata Zhang & Yin, 1998
- Oxytate greenae (Tikader, 1980)
- Oxytate guangxiensis He & Hu, 1999
- Oxytate hoshizuna Ono, 1978
- Oxytate isolata (Hogg, 1914)
- Oxytate jannonei (Caporiacco, 1940)
- Oxytate kanishkai (Gajbe, 2008)
- Oxytate leruthi (Lessert, 1943)
- Oxytate minuta Tang, Yin & Peng, 2005
- Oxytate parallela (Simon, 1880)
- Oxytate phaenopomatiformis (Strand, 1907)
- Oxytate ribes (Jézéquel, 1964)
- Oxytate sangangensis Tang et al., 1999
- Oxytate striatipes L. Koch, 1878
- Oxytate subvirens (Strand, 1907)
- Oxytate taprobane Benjamin, 2001
- Oxytate virens (Thorell, 1891)

## Ozyptila
Ozyptila Simon, 1864
- Ozyptila aculeipes Strand, 1906
- Ozyptila aculipalpa Wunderlich, 1995
- Ozyptila americana Banks, 1895
- Ozyptila amkhasensis Tikader, 1980
- Ozyptila ankarensis Karol, 1966
- Ozyptila annulipes (Lucas, 1846)
- Ozyptila arctica Kulczynski, 1908
- Ozyptila aspex Pavesi, 1895
- Ozyptila atlantica Denis, 1963
- Ozyptila atomaria (Panzer, 1801)
- Ozyptila barbara Denis, 1945
- Ozyptila beaufortensis Strand, 1916
- Ozyptila bejarana Urones, 1998
- Ozyptila bicuspis Simon, 1932
- Ozyptila brevipes (Hahn, 1826)
- Ozyptila caenosa Jézéquel, 1966
- Ozyptila callitys (Thorell, 1875)
- Ozyptila chandosiensis Tikader, 1980
- Ozyptila claveata (Walckenaer, 1837)
- Ozyptila clavidorsa Roewer, 1959
- Ozyptila clavigera (O. P.-Cambridge, 1872)
- Ozyptila confluens (C. L. Koch, 1845)
- Ozyptila conostyla Hippa, Koponen & Oksala, 1986
- Ozyptila conspurcata Thorell, 1877
- Ozyptila creola Gertsch, 1953
- Ozyptila curvata Dondale & Redner, 1975
- Ozyptila danubiana Weiss, 1998
- Ozyptila distans Dondale & Redner, 1975
- Ozyptila elegans (Blackwall, 1870)
- Ozyptila flava Simon, 1875
- Ozyptila formosa Bryant, 1930
- Ozyptila fukushimai Ono, 2002
- Ozyptila furcula L. Koch, 1882
- Ozyptila fusca (Grube, 1861)
- Ozyptila gasanensis Paik, 1985
- Ozyptila georgiana Keyserling, 1880
- Ozyptila gertschi Kurata, 1944
- Ozyptila geumoensis Seo & Sohn, 1997
- Ozyptila grisea Roewer, 1955
- Ozyptila hardyi Gertsch, 1953
- Ozyptila heterophthalma Berland, 1938
- Ozyptila inaequalis (Kulczynski, 1901)
- Ozyptila inglesi Schick, 1965
- Ozyptila jabalpurensis Bhandari & Gajbe, 2001
- Ozyptila jeholensis Saito, 1936
- Ozyptila judaea Levy, 1975
- Ozyptila kaszabi Marusik & Logunov, 2002
- Ozyptila khasi Tikader, 1961
- Ozyptila ladina Thaler & Zingerle, 1998
- Ozyptila laevis Denis, 1954
- Ozyptila leprieuri Simon, 1875
- Ozyptila lugubris (Kroneberg, 1875)
- Ozyptila lutosa Ono & Martens, 2005
- Ozyptila maculosa Hull, 1948
- Ozyptila makidica Ono & Martens, 2005
- Ozyptila manii Tikader, 1961
- Ozyptila maratha Tikader, 1971
- Ozyptila matsumotoi Ono, 1988
- Ozyptila metschensis Strand, 1906
- Ozyptila mingrelica Mcheidze, 1971
- Ozyptila monroensis Keyserling, 1884
- Ozyptila nigristerna Dalmas, 1922
- Ozyptila nipponica Ono, 1985
- Ozyptila nongae Paik, 1974
- Ozyptila numida (Lucas, 1846)
- Ozyptila omega Levy, 1975
- Ozyptila orientalis Kulczynski, 1926
  - Ozyptila orientalis balkarica Ovtsharenko, 1979
  - Ozyptila orientalis basegica Esyunin, 1992
- Ozyptila pacifica Banks, 1895
- Ozyptila panganica Caporiacco, 1947
- Ozyptila parvimana Simon, 1886
- Ozyptila patellibidens Levy, 1999
- Ozyptila pauxilla (Simon, 1870)
- Ozyptila perplexa Simon, 1875
- Ozyptila praticola (C. L. Koch, 1837)
- Ozyptila pullata (Thorell, 1875)
- Ozyptila rauda Simon, 1875
- Ozyptila reenae Basu, 1964
- Ozyptila rigida (O. P.-Cambridge, 1872)
- Ozyptila sakhalinensis Ono, Marusik & Logunov, 1990
- Ozyptila sanctuaria (O. P.-Cambridge, 1871)
- Ozyptila scabricula (Westring, 1851)
- Ozyptila secreta Thaler, 1987
- Ozyptila sedotmikha Levy, 2007
- Ozyptila shuangqiaoensis Yin et al., 1999
- Ozyptila simplex (O. P.-Cambridge, 1862)
- Ozyptila sincera Kulczynski, 1926
  - Ozyptila sincera canadensis Dondale & Redner, 1975
  - Ozyptila sincera oraria Dondale & Redner, 1975
- Ozyptila spinosissima Caporiacco, 1934
- Ozyptila spirembola Wunderlich, 1995
- Ozyptila strandi Kolosváry, 1939
- Ozyptila tenerifensis Wunderlich, 1992
- Ozyptila theobaldi Simon, 1885
- Ozyptila tricoloripes Strand, 1913
- Ozyptila trux (Blackwall, 1846)
  - Ozyptila trux devittata Strand, 1901
- Ozyptila umbraculorum Simon, 1932
- Ozyptila utotchkini Marusik, 1990
- Ozyptila varica Simon, 1875
- Ozyptila westringi (Thorell, 1873)
- Ozyptila wuchangensis Tang & Song, 1988
- Ozyptila yosemitica Schick, 1965

## Pactactes
Pactactes Simon, 1895
- Pactactes compactus Lawrence, 1947
- Pactactes obesus Simon, 1895
- Pactactes trimaculatus Simon, 1895

## Pagida
Pagida Simon, 1895
- Pagida pseudorchestes (Thorell, 1890)
- Pagida salticiformis (O. P.-Cambridge, 1883)

## Parabomis
Parabomis Kulczynski, 1901
- Parabomis anabensis Lawrence, 1928
- Parabomis levanderi Kulczynski, 1901
- Parabomis martini Lessert, 1919

## Paramystaria
Paramystaria Lessert, 1919
- Paramystaria decorata Lessert, 1919
- Paramystaria flavoguttata Lawrence, 1952
- Paramystaria lata Lawrence, 1927
- Paramystaria variabilis Lessert, 1919
  - Paramystaria variabilis delesserti Caporiacco, 1949
  - Paramystaria variabilis occidentalis Millot, 1942

## Parasmodix
Parasmodix Jézéquel, 1966
- Parasmodix quadrituberculata Jézéquel, 1966

## Parastephanops
Parastephanops F. O. P.-Cambridge, 1900
- Parastephanops cognatus (O. P.-Cambridge, 1892)
- Parastephanops echinatus (Banks, 1914)

## Parastrophius
Parastrophius Simon, 1903
- Parastrophius echinosoma Simon, 1903
- Parastrophius vishwai Dyal, 1935

## Parasynema
Parasynema F. O. P.-Cambridge, 1900
- Parasynema cambridgei Roewer, 1951
- Parasynema cirripes (O. P.-Cambridge, 1891)

## Pasias
Pasias Simon, 1895
- Pasias luzonus Simon, 1895
- Pasias marathas Tikader, 1965
- Pasias puspagiri Tikader, 1963

## Pasiasula
Pasiasula Roewer, 1942
- Pasiasula eidmanni Roewer, 1942

## Peritraeus
Peritraeus Simon, 1895
- Peritraeus hystrix Simon, 1895

## Phaenopoma
Phaenopoma Simon, 1895
- Phaenopoma milloti Roewer, 1961
- Phaenopoma nigropunctatum (O. P.-Cambridge, 1883)
- Phaenopoma planum Simon, 1895

## Pharta
Pharta Thorell, 1891
- Pharta bimaculata Thorell, 1891

## Pherecydes
Pherecydes O. P.-Cambridge, 1883
- Pherecydes carinae Dippenaar-Schoeman, 1980
- Pherecydes ionae Dippenaar-Schoeman, 1980
- Pherecydes livens Simon, 1895
- Pherecydes lucinae Dippenaar-Schoeman, 1980
- Pherecydes nicolaasi Dippenaar-Schoeman, 1980
- Pherecydes tuberculatus O. P.-Cambridge, 1883
- Pherecydes zebra Lawrence, 1927
  - Pherecydes zebra tropicalis Millot, 1942

## Philodamia
Philodamia Thorell, 1894
- Philodamia armillata Thorell, 1895
- Philodamia hilaris Thorell, 1894
- Philodamia pingxiang Zhu & Ono, 2007
- Philodamia semicincta (Workman, 1896)
- Philodamia tongmian Zhu & Ono, 2007
- Philodamia variata Thorell, 1894

## Philogaeus
Philogaeus Simon, 1895
- Philogaeus campestratus Simon, 1895
- Philogaeus echimys Mello-Leitão, 1943

## Phireza
Phireza Simon, 1886
- Phireza sexmaculata Simon, 1886

## Phrynarachne
Phrynarachne Thorell, 1869
- Phrynarachne bimaculata Thorell, 1895
- Phrynarachne ceylonica (O. P.-Cambridge, 1884)
- Phrynarachne clavigera Simon, 1903
- Phrynarachne coerulescens (Doleschall, 1859)
- Phrynarachne cucullata Simon, 1886
- Phrynarachne decipiens (Forbes, 1883)
- Phrynarachne dissimilis (Doleschall, 1859)
- Phrynarachne fatalis O. P.-Cambridge, 1899
- Phrynarachne gracilipes Pavesi, 1895
- Phrynarachne huangshanensis Li, Chen & Song, 1985
- Phrynarachne jobiensis (Thorell, 1877)
- Phrynarachne kannegieteri Hasselt, 1893
- Phrynarachne katoi Chikuni, 1955
- Phrynarachne mammillata Song, 1990
- Phrynarachne marmorata Pocock, 1899
- Phrynarachne melloleitaoi Lessert, 1933
- Phrynarachne olivacea Jézéquel, 1964
- Phrynarachne papulata Thorell, 1891
  - Phrynarachne papulata aspera Thorell, 1895
- Phrynarachne peeliana (Stoliczka, 1869)
- Phrynarachne pusiola Simon, 1903
- Phrynarachne rothschildi Pocock & Rothschild, 1903
- Phrynarachne rubroperlata Simon, 1907
- Phrynarachne rugosa (Latreille, 1804)
  - Phrynarachne rugosa infernalis (Strand, 1907)
  - Phrynarachne rugosa spongicolorata Millot, 1942
- Phrynarachne sinensis Peng, Yin & Kim, 2004
- Phrynarachne tuberculata Rainbow, 1899
- Phrynarachne tuberosa (Blackwall, 1864)
- Phrynarachne tuberosula (Karsch, 1880)

## Physoplatys
Physoplatys Simon, 1895
- Physoplatys nitidus Simon, 1895

## Pistius
Pistius Simon, 1875
- Pistius barchensis Basu, 1965
- Pistius bhadurii Basu, 1965
- Pistius gangulyi Basu, 1965
- Pistius kalimpus Tikader, 1970
- Pistius kanikae Basu, 1964
- Pistius robustus Basu, 1965
- Pistius tikaderi Kumari & Mittal, 1999
- Pistius truncatus (Pallas, 1772)
- Pistius undulatus Karsch, 1879

## Plancinus
Plancinus Simon, 1886
- Plancinus brevipes Simon, 1886
- Plancinus cornutus Simon, 1886
- Plancinus runcinioides Simon, 1886

## Plastonomus
Plastonomus Simon, 1903
- Plastonomus octoguttatus Simon, 1903

## Platyarachne
Platyarachne Keyserling, 1880
- Platyarachne argentina Mello-Leitão, 1944
- Platyarachne episcopalis (Taczanowski, 1872)
- Platyarachne histrix Simon, 1895
- Platyarachne scopulifera Simon, 1895

## Platythomisus
Platythomisus Doleschall, 1859
- Platythomisus deserticola Lawrence, 1936
- Platythomisus heraldicus Karsch, 1878
- Platythomisus insignis Pocock, 1899
- Platythomisus jubbi Lawrence, 1968
- Platythomisus jucundus Thorell, 1894
- Platythomisus nigriceps Pocock, 1899
- Platythomisus octomaculatus (C. L. Koch, 1845)
- Platythomisus pantherinus Pocock, 1898
- Platythomisus quadrimaculatus Hasselt, 1882
- Platythomisus scytodimorphus (Karsch, 1886)
- Platythomisus sexmaculatus Simon, 1897
- Platythomisus sibayius Lawrence, 1968
- Platythomisus sudeepi Biswas, 1977

## Poecilothomisus
Poecilothomisus Simon, 1895
- Poecilothomisus speciosus (Thorell, 1881)

## Porropis
Porropis L. Koch, 1876
- Porropis callipoda Thorell, 1881
- Porropis flavifrons L. Koch, 1876
- Porropis homeyeri (Karsch, 1880)
- Porropis nitidula Thorell, 1881
- Porropis poecila Kulczynski, 1911
- Porropis tristicula Thorell, 1881

## Pothaeus
Pothaeus Thorell, 1895
- Pothaeus armatus Thorell, 1895

## Prepotelus
Prepotelus Simon, 1898
- Prepotelus curtus Ledoux, 2004
- Prepotelus lanceolatus Simon, 1898
- Prepotelus limbatus (Simon, 1898)
- Prepotelus pectinitarsis (Simon, 1898)

## Pseudamyciaea
Pseudamyciaea Simon, 1905
- Pseudamyciaea fuscicauda Simon, 1905

## Pseudoporrhopis
Pseudoporrhopis Simon, 1886
- Pseudoporrhopis granum Simon, 1886

## Pycnaxis
Pycnaxis Simon, 1895
- Pycnaxis guttata Simon, 1895

## Pyresthesis
Pyresthesis Butler, 1879
- Pyresthesis berlandi Caporiacco, 1947
- Pyresthesis laevis (Keyserling, 1877)

## Reinickella
Reinickella Dahl, 1907
- Reinickella xysticoides Dahl, 1907

## Rejanellus
Rejanellus Lise, 2005
- Rejanellus granulatus (Bryant, 1940)
- Rejanellus mutchleri (Petrunkevitch, 1930)
- Rejanellus pallescens (Bryant, 1940)
- Rejanellus venustus (Bryant, 1948)

## Rhaebobates
Rhaebobates Thorell, 1881
- Rhaebobates latifrons Kulczynski, 1911
- Rhaebobates lituratus Thorell, 1881

## Runcinia
Runcinia Simon, 1875
- Runcinia acuminata (Thorell, 1881)
- Runcinia aethiops (Simon, 1901)
- Runcinia affinis Simon, 1897
- Runcinia albida (Marx, 1893)
- Runcinia bifrons (Simon, 1895)
- Runcinia carae Dippenaar-Schoeman, 1983
- Runcinia caudata Schenkel, 1963
- Runcinia depressa Simon, 1906
- Runcinia disticta Thorell, 1891
- Runcinia dubia Caporiacco, 1940
- Runcinia erythrina Jézéquel, 1964
- Runcinia escheri Reimoser, 1934
- Runcinia flavida (Simon, 1881)
- Runcinia ghorpadei Tikader, 1980
- Runcinia grammica (C. L. Koch, 1837)
- Runcinia johnstoni Lessert, 1919
- Runcinia khandari Gajbe, 2004
- Runcinia kinbergi Thorell, 1891
- Runcinia longipes Strand, 1906
- Runcinia manicata Thorell, 1895
- Runcinia multilineata Roewer, 1961
- Runcinia oculifrons Strand, 1907
- Runcinia plana Simon, 1895
- Runcinia roonwali Tikader, 1965
- Runcinia sitadongri Gajbe, 2004
- Runcinia soeensis Schenkel, 1944
- Runcinia spinulosa (O. P.-Cambridge, 1885)
- Runcinia tarabayevi Marusik & Logunov, 1990
- Runcinia tropica Simon, 1907
- Runcinia yogeshi Gajbe & Gajbe, 2001

## Runcinioides
Runcinioides Mello-Leitão, 1929
- Runcinioides argenteus Mello-Leitão, 1929
- Runcinioides litteratus (Piza, 1933)
- Runcinioides pustulatus Mello-Leitão, 1929
- Runcinioides souzai Soares, 1942

## Saccodomus
Saccodomus Rainbow, 1900
- Saccodomus formivorus Rainbow, 1900

## Sanmenia
Sanmenia Song & Kim, 1992
- Sanmenia gongshan Yang, Zhu & Song, 2006
- Sanmenia kohi Ono, 1995
- Sanmenia nigra Tang, Griswold & Peng, 2009
- Sanmenia tengchong Tang, Griswold & Yin, 2009
- Sanmenia zhengi (Ono & Song, 1986)

## Scopticus
Scopticus Simon, 1895
- Scopticus herbeus Simon, 1895

## Sidymella
Sidymella Strand, 1942
- Sidymella angularis (Urquhart, 1885)
- Sidymella angulata (Urquhart, 1885)
- Sidymella benhami (Hogg, 1910)
- Sidymella bicuspidata (L. Koch, 1874)
- Sidymella hirsuta (L. Koch, 1874)
- Sidymella jordanensis (Soares, 1944)
- Sidymella kochi (Simon, 1908)
- Sidymella kolpogaster (Lise, 1973)
- Sidymella lampei (Strand, 1913)
- Sidymella lobata (L. Koch, 1874)
- Sidymella longipes (L. Koch, 1874)
- Sidymella longispina (Mello-Leitão, 1943)
- Sidymella lucida (Keyserling, 1880)
- Sidymella multispinulosa (Mello-Leitão, 1944)
- Sidymella nigripes (Mello-Leitão, 1947)
- Sidymella obscura (Mello-Leitão, 1929)
- Sidymella parallela (Mello-Leitão, 1929)
- Sidymella rubrosignata (L. Koch, 1874)
- Sidymella sigillata (Mello-Leitão, 1941)
- Sidymella spinifera (Mello-Leitão, 1929)
- Sidymella trapezia (L. Koch, 1874)

## Simorcus
Simorcus Simon, 1895
- Simorcus asiaticus Ono & Song, 1989
- Simorcus capensis Simon, 1895
- Simorcus coronatus Simon, 1907
- Simorcus cotti Lessert, 1936
- Simorcus zuluanus Lawrence, 1942

## Sinothomisus
Sinothomisus Tang et al., 2006
- Sinothomisus liae Tang et al., 2006

## Smodicinodes
Smodicinodes Ono, 1993
- Smodicinodes hupingensis Tang, Yin & Peng, 2004
- Smodicinodes kovaci Ono, 1993
- Smodicinodes schwendingeri Benjamin, 2002

## Smodicinus
Smodicinus Simon, 1895
- Smodicinus coroniger Simon, 1895

## Soelteria
Soelteria Dahl, 1907
- Soelteria nigra Dahl, 1907

## Stephanopis
Stephanopis O. P.-Cambridge, 1869
- Stephanopis acanthogastra Mello-Leitão, 1929
- Stephanopis ahenea Soares & Soares, 1946
- Stephanopis altifrons O. P.-Cambridge, 1869
- Stephanopis angulata Rainbow, 1899
- Stephanopis antennata Tullgren, 1902
- Stephanopis armata L. Koch, 1874
- Stephanopis aruana Thorell, 1881
- Stephanopis aspera Rainbow, 1893
- Stephanopis badia Keyserling, 1880
- Stephanopis barbipes Keyserling, 1890
- Stephanopis bella Soares & Soares, 1946
- Stephanopis bicornis L. Koch, 1874
- Stephanopis borgmeyeri Mello-Leitão, 1929
- Stephanopis bradleyi Mello-Leitão, 1929
- Stephanopis cambridgei Thorell, 1870
- Stephanopis championi (F. O. P.-Cambridge, 1900)
- Stephanopis cheesmanae Berland, 1938
- Stephanopis clavata O. P.-Cambridge, 1869
- Stephanopis colatinae Soares & Soares, 1946
- Stephanopis congoensis Lessert, 1943
- Stephanopis corticalis L. Koch, 1876
- Stephanopis cristipes Kulczynski, 1911
- Stephanopis depressa Bradley, 1871
- Stephanopis ditissima (Nicolet, 1849)
- Stephanopis elongata Bradley, 1871
- Stephanopis erinacea Karsch, 1878
- Stephanopis exigua (Nicolet, 1849)
- Stephanopis fissifrons Rainbow, 1920
- Stephanopis furcillata Keyserling, 1880
- Stephanopis hystrix Mello-Leitão, 1951
- Stephanopis lata O. P.-Cambridge, 1869
- Stephanopis longimana Thorell, 1881
- Stephanopis macleayi Bradley, 1871
- Stephanopis macrostyla Mello-Leitão, 1929
- Stephanopis malacostracea (Walckenaer, 1837)
- Stephanopis maulliniana Mello-Leitão, 1951
- Stephanopis minuta L. Koch, 1876
- Stephanopis monticola Bradley, 1871
- Stephanopis monulfi Chrysanthus, 1964
- Stephanopis nigra O. P.-Cambridge, 1869
- Stephanopis nodosa (Nicolet, 1849)
- Stephanopis obtusifrons Rainbow, 1902
- Stephanopis octolobata Simon, 1886
- Stephanopis ornata L. Koch, 1876
- Stephanopis palliolata Simon, 1908
- Stephanopis parahybana Mello-Leitão, 1929
- Stephanopis pentacantha Mello-Leitão, 1929
- Stephanopis quimiliensis Mello-Leitão, 1942
- Stephanopis quinquetuberculata (Taczanowski, 1872)
- Stephanopis renipalpis Mello-Leitão, 1929
- Stephanopis rhomboidalis Simon, 1886
- Stephanopis rufiventris Bradley, 1871
- Stephanopis salobrensis Mello-Leitão, 1929
- Stephanopis scabra L. Koch, 1874
- Stephanopis secata (Walckenaer, 1805)
- Stephanopis spissa (Nicolet, 1849)
- Stephanopis stelloides (Walckenaer, 1837)
- Stephanopis thomisoides Bradley, 1871
- Stephanopis trilobata Mello-Leitão, 1929
- Stephanopis tuberculata Bradley, 1871
- Stephanopis verrucosa (Nicolet, 1849)
- Stephanopis vilosa Rainbow, 1911
- Stephanopis weyersi Simon, 1899
- Stephanopis yulensis Thorell, 1881

## Stephanopoides
Stephanopoides Keyserling, 1880
N.B.: door Bonaldo & Lise, 2001: 65, beschouwd als een ouder synoniem voor Browningella Mello-Leitão, 1948
- Stephanopoides brasiliana Keyserling, 1880
- Stephanopoides sexmaculata Mello-Leitão, 1929
- Stephanopoides simoni Keyserling, 1880

## Stiphropella
Stiphropella Lawrence, 1952
- Stiphropella gracilis Lawrence, 1952

## Stiphropus
Stiphropus Gerstäcker, 1873
- Stiphropus affinis Lessert, 1923
- Stiphropus bisigillatus Lawrence, 1952
- Stiphropus dentifrons Simon, 1895
- Stiphropus drassiformis (O. P.-Cambridge, 1883)
- Stiphropus duriusculus (Simon, 1885)
- Stiphropus falciformus Yang, Zhu & Song, 2006
- Stiphropus gruberi Ono, 1980
- Stiphropus intermedius Millot, 1942
- Stiphropus lippulus Simon, 1907
- Stiphropus lugubris Gerstäcker, 1873
- Stiphropus melas Jézéquel, 1966
- Stiphropus minutus Lessert, 1943
- Stiphropus monardi Lessert, 1943
- Stiphropus niger Simon, 1886
- Stiphropus ocellatus Thorell, 1887
- Stiphropus sangayus Barrion & Litsinger, 1995
- Stiphropus scutatus Lawrence, 1927
- Stiphropus sigillatus (O. P.-Cambridge, 1883)
- Stiphropus soureni Sen, 1964
- Stiphropus strandi Spassky, 1938

## Strigoplus
Strigoplus Simon, 1885
- Strigoplus albostriatus Simon, 1885
- Strigoplus bilobus Saha & Raychaudhuri, 2004
- Strigoplus guizhouensis Song, 1990
- Strigoplus moluri Patel, 2003
- Strigoplus netravati Tikader, 1963

## Strophius
Strophius Keyserling, 1880
- Strophius albofasciatus Mello-Leitão, 1929
- Strophius bifasciatus Mello-Leitão, 1940
- Strophius didacticus Mello-Leitão, 1917
- Strophius fidelis Mello-Leitão, 1929
- Strophius hirsutus O. P.-Cambridge, 1891
- Strophius levyi Soares, 1943
- Strophius melloleitaoi Soares, 1943
- Strophius mendax Mello-Leitão, 1929
- Strophius nigricans Keyserling, 1880
- Strophius sigillatus Mello-Leitão, 1940
- Strophius signatus O. P.-Cambridge, 1892

## Sylligma
Sylligma Simon, 1895
- Sylligma cribrata (Simon, 1901)
- Sylligma hirsuta Simon, 1895
- Sylligma lawrencei Millot, 1942

## Synaemops
Synaemops Mello-Leitão, 1929
- Synaemops nigridorsi Mello-Leitão, 1929
- Synaemops notabilis Mello-Leitão, 1941
- Synaemops pugilator Mello-Leitão, 1941
- Synaemops rubropunctatus Mello-Leitão, 1929

## Synalus
Synalus Simon, 1895
- Synalus angustus (L. Koch, 1876)
- Synalus terrosus Simon, 1895

## Synema
Synema Simon, 1864
- Synema abrahami Mello-Leitão, 1948
- Synema adjunctum O. P.-Cambridge, 1891
- Synema aequinoctiale (Taczanowski, 1872)
- Synema affinitatum O. P.-Cambridge, 1891
- Synema albomaculatum Ono, 2001
- Synema annulipes Dahl, 1907
- Synema bariguiensis Mello-Leitão, 1947
- Synema batarasa Barrion & Litsinger, 1995
- Synema bellum Soares, 1944
- Synema berlandi Lessert, 1919
- Synema bipunctatum (Taczanowski, 1872)
- Synema bishopi Caporiacco, 1955
- Synema bourgini Millot, 1942
- Synema buettneri Dahl, 1907
- Synema camerunense Dahl, 1907
- Synema candicans (O. P.-Cambridge, 1876)
- Synema caucasicum Utochkin, 1960
- Synema cervinum Schenkel, 1936
- Synema chikunii Ono, 1983
- Synema concolor Caporiacco, 1947
- Synema conradti Dahl, 1907
- Synema curvatum Dahl, 1907
- Synema decens (Karsch, 1878)
- Synema decoratum Tikader, 1960
- Synema diana (Audouin, 1826)
- Synema fasciatum Mello-Leitão, 1929
- Synema fiebrigi Dahl, 1907
- Synema fischeri Dahl, 1907
- Synema flavimanum Dahl, 1907
- Synema flavipes Dahl, 1907
- Synema flavum Dahl, 1907
- Synema flexuosum Dahl, 1907
- Synema fuelleborni Dahl, 1907
- Synema fuscomandibulatum Petrunkevitch, 1925
- Synema glaucothorax Piza, 1934
- Synema globosum (Fabricius, 1775)
  - Synema globosum clarum Franganillo, 1913
  - Synema globosum flavum Franganillo, 1913
  - Synema globosum nigriventre Kulczynski, 1901
  - Synema globosum pulchellum Franganillo, 1926
- Synema gracilipes Dahl, 1907
- Synema haemorrhoidale Dahl, 1907
- Synema haenschi Dahl, 1907
- Synema helvolum Simon, 1907
- Synema hildebrandti Dahl, 1907
- Synema hirtipes Dahl, 1907
- Synema illustre Keyserling, 1880
- Synema imitator (Pavesi, 1883)
  - Synema imitator meridionale Strand, 1907
- Synema interjectivum Mello-Leitão, 1947
- Synema jaspideum Simon, 1907
- Synema jocosum Banks, 1929
- Synema lanceolatum Mello-Leitão, 1929
- Synema langheldi Dahl, 1907
- Synema laticeps Dahl, 1907
- Synema latispinum Keyserling, 1883
- Synema latissimum Dahl, 1907
- Synema lineatum Thorell, 1894
- Synema longipes Dahl, 1907
- Synema longispinosum Dahl, 1907
- Synema lopezi Jiménez, 1988
- Synema lunulatum Dahl, 1907
- Synema luridum Keyserling, 1880
- Synema luteovittatum Keyserling, 1891
- Synema maculatovittatum Caporiacco, 1954
- Synema maculosum O. P.-Cambridge, 1891
- Synema madidum O. P.-Cambridge, 1895
- Synema mandibulare Dahl, 1907
- Synema marcidum Simon, 1907
- Synema marlothi Dahl, 1907
- Synema multipunctatum (Simon, 1895)
- Synema mysorense Tikader, 1980
- Synema nangoku Ono, 2002
- Synema neomexicanum Gertsch, 1939
- Synema nigrianum Mello-Leitão, 1929
- Synema nigriventer Dahl, 1907
- Synema nigrotibiale Lessert, 1919
- Synema nigrum Keyserling, 1880
- Synema nitidulum Simon, 1929
- Synema obscurifrons Dahl, 1907
- Synema obscuripes Dahl, 1907
- Synema opulentum Simon, 1886
  - Synema opulentum birmanicum Thorell, 1887
- Synema ornatum (Thorell, 1875)
- Synema palliatum O. P.-Cambridge, 1891
- Synema papuanellum Strand, 1913
- Synema paraense Mello-Leitão, 1929
- Synema parvulum (Hentz, 1847)
- Synema pauciaculeis Caporiacco, 1947
- Synema pereirai Soares, 1943
- Synema pichoni Schenkel, 1963
- Synema plorator (O. P.-Cambridge, 1872)
- Synema pluripunctatum Mello-Leitão, 1929
- Synema pusillum Caporiacco, 1955
- Synema putum O. P.-Cambridge, 1891
- Synema quadratum Mello-Leitão, 1929
- Synema quadrifasciatum Dahl, 1907
- Synema quadrimaculatum Roewer, 1961
- Synema reimoseri Lessert, 1928
- Synema riflense Strand, 1909
- Synema rubromaculatum Keyserling, 1880
- Synema scalare Strand, 1913
- Synema scheffleri Dahl, 1907
- Synema schulzi Dahl, 1907
- Synema setiferum Mello-Leitão, 1929
- Synema simoneae Lessert, 1919
- Synema socium O. P.-Cambridge, 1891
- Synema spinosum Mello-Leitão, 1929
- Synema spirale Dahl, 1907
- Synema steckeri Dahl, 1907
- Synema subabnorme Caporiacco, 1947
- Synema suteri Dahl, 1907
- Synema tadzhikistanicum Utochkin, 1960
- Synema ternetzi Mello-Leitão, 1939
- Synema tibiale Dahl, 1907
- Synema togoense Dahl, 1907
- Synema tricalcaratum Mello-Leitão, 1929
- Synema trimaculosum Schmidt, 1956
- Synema utotchkini Marusik & Logunov, 1995
- Synema vachoni Jézéquel, 1964
- Synema valentinieri Dahl, 1907
- Synema vallotoni Lessert, 1923
- Synema variabile Caporiacco, 1939
- Synema viridans (Banks, 1896)
- Synema viridisterne Jézéquel, 1966
- Synema vittatum Keyserling, 1880
- Synema zonatum Tang & Song, 1988

## Synstrophius
Synstrophius Mello-Leitão, 1925
- Synstrophius blanci (Mello-Leitão, 1917)
- Synstrophius muricatus Mello-Leitão, 1942

## Tagulinus
Tagulinus Simon, 1903
- Tagulinus histrio Simon, 1903

## Tagulis
Tagulis Simon, 1895
- Tagulis granulosus Simon, 1895
- Tagulis mystacinus Simon, 1895

## Takachihoa
Takachihoa Ono, 1985
- Takachihoa onoi Zhang, Zhu & Tso, 2006
- Takachihoa truciformis (Bösenberg & Strand, 1906)

## Talaus
Talaus Simon, 1886
- Talaus dulongjiang Tang et al, 2008
- Talaus elegans Thorell, 1890
- Talaus limbatus Simon, 1895
- Talaus nanus Thorell, 1890
- Talaus niger Tang et al, 2008
- Talaus oblitus O. P.-Cambridge, 1899
- Talaus opportunus (O. P.-Cambridge, 1873)
- Talaus samchi Ono, 2001
- Talaus semicastaneus Simon, 1909
- Talaus triangulifer Simon, 1886
- Talaus xiphosus Zhu & Ono, 2007

## Tarrocanus
Tarrocanus Simon, 1895
- Tarrocanus capra Simon, 1895
- Tarrocanus viridis Dyal, 1935

## Taypaliito
Taypaliito Barrion & Litsinger, 1995
- Taypaliito iorebotco Barrion & Litsinger, 1995

## Tharpyna
Tharpyna L. Koch, 1874
- Tharpyna albosignata L. Koch, 1876
- Tharpyna campestrata L. Koch, 1874
- Tharpyna decorata Karsch, 1878
- Tharpyna diademata L. Koch, 1874
- Tharpyna himachalensis Tikader & Biswas, 1979
- Tharpyna hirsuta L. Koch, 1875
- Tharpyna indica Tikader & Biswas, 1979
- Tharpyna munda L. Koch, 1875
- Tharpyna simpsoni Hickman, 1944
- Tharpyna speciosa Rainbow, 1920
- Tharpyna varica Thorell, 1890
- Tharpyna venusta (L. Koch, 1874)

## Tharrhalea
Tharrhalea L. Koch, 1875
- Tharrhalea albipes L. Koch, 1875
- Tharrhalea bicornis Simon, 1895
- Tharrhalea cerussata Simon, 1886
- Tharrhalea fusca (Thorell, 1877)
- Tharrhalea irrorata (Thorell, 1881)
- Tharrhalea luzonica (Karsch, 1880)
- Tharrhalea maculata Kulczynski, 1911
- Tharrhalea mariae Barrion & Litsinger, 1995
- Tharrhalea semiargentea Simon, 1895
- Tharrhalea superpicta Simon, 1886
- Tharrhalea variegata Kulczynski, 1911

## Thomisops
Thomisops Karsch, 1879
- Thomisops bullatus Simon, 1895
- Thomisops cretaceus Jézéquel, 1964
- Thomisops granulatus Dippenaar-Schoeman, 1989
- Thomisops lesserti Millot, 1942
- Thomisops melanopes Dippenaar-Schoeman, 1989
- Thomisops pupa Karsch, 1879
- Thomisops sanmen Song, Zhang & Zheng, 1992
- Thomisops senegalensis Millot, 1942
- Thomisops sulcatus Simon, 1895

## Thomisus
Thomisus Walckenaer, 1805
- Thomisus albens O. P.-Cambridge, 1885
- Thomisus albertianus Strand, 1913
  - Thomisus albertianus guineensis Millot, 1942
  - Thomisus albertianus maculatus Comellini, 1959
  - Thomisus albertianus verrucosus Comellini, 1957
- Thomisus albohirtus Simon, 1884
- Thomisus amadelphus Simon, 1909
- Thomisus andamanensis Tikader, 1980
- Thomisus angulatulus Roewer, 1951
- Thomisus angustifrons Lucas, 1858
- Thomisus arabicus Simon, 1882
- Thomisus armillatus (Thorell, 1891)
- Thomisus ashishi Gajbe, 2005
- Thomisus australis Comellini, 1957
- Thomisus baghdeoi Gajbe, 2004
- Thomisus bargi Gajbe, 2004
- Thomisus beautifularis Basu, 1965
- Thomisus benoiti Comellini, 1959
- Thomisus bicolor Walckenaer, 1837
- Thomisus bidentatus Kulczynski, 1901
- Thomisus bigibbosus Keyserling, 1881
- Thomisus blandus Karsch, 1880
- Thomisus boesenbergi Lenz, 1891
- Thomisus bonnieri Simon, 1902
- Thomisus bueanus Strand, 1916
- Thomisus bulani Tikader, 1960
- Thomisus callidus (Thorell, 1890)
- Thomisus cancroides Eydoux & Souleyet, 1841
- Thomisus candidus Blackwall, 1866
- Thomisus castaneiceps Simon, 1909
- Thomisus cavaleriei Schenkel, 1963
- Thomisus citrinellus Simon, 1875
- Thomisus congoensis Comellini, 1957
- Thomisus dalmasi Lessert, 1919
- Thomisus danieli Gajbe, 2004
- Thomisus daradioides Simon, 1890
  - Thomisus daradioides nigroannulatus Caporiacco, 1947
- Thomisus dartevellei Comellini, 1957
- Thomisus dentiger (Thorell, 1887)
- Thomisus destefanii Caporiacco, 1941
- Thomisus dhakuriensis Tikader, 1960
- Thomisus dhananjayi Gajbe, 2005
- Thomisus duriusculus (Thorell, 1877)
- Thomisus dyali Kumari & Mittal, 1997
- Thomisus elongatus Stoliczka, 1869
- Thomisus galeatus Simon, 1909
- Thomisus ghesquierei Lessert, 1943
- Thomisus godavariae Reddy & Patel, 1992
- Thomisus gouluensis Peng, Yin & Kim, 2000
- Thomisus granulatus Karsch, 1880
- Thomisus granulifrons Simon, 1906
- Thomisus guadahyrensis Keyserling, 1880
- Thomisus guangxicus Song & Zhu, 1995
- Thomisus hararinus Caporiacco, 1947
- Thomisus hui Song & Zhu, 1995
- Thomisus hunanensis Peng, Yin & Kim, 2000
- Thomisus ilocanus Barrion & Litsinger, 1995
- Thomisus iswadus Barrion & Litsinger, 1995
- Thomisus italongus Barrion & Litsinger, 1995
- Thomisus janinae Comellini, 1957
- Thomisus jocquei Dippenaar-Schoeman, 1988
- Thomisus kalaharinus Lawrence, 1936
- Thomisus katrajghatus Tikader, 1963
- Thomisus keralae Biswas & Roy, 2005
- Thomisus kitamurai Nakatsudi, 1943
- Thomisus kiwuensis Strand, 1913
- Thomisus kokiwadai Gajbe, 2004
- Thomisus krishnae Reddy & Patel, 1992
- Thomisus labefactus Karsch, 1881
- Thomisus laglaizei Simon, 1877
- Thomisus lamperti Strand, 1907
- Thomisus leucaspis Simon, 1906
- Thomisus litoris Strand, 1913
- Thomisus lobosus Tikader, 1965
- Thomisus ludhianaensis Kumari & Mittal, 1997
- Thomisus machadoi Comellini, 1959
- Thomisus madagascariensis Comellini, 1957
  - Thomisus madagascariensis pallidus Comellini, 1957
- Thomisus manishae Gajbe, 2005
- Thomisus manjuae Gajbe, 2005
- Thomisus marginifrons Schenkel, 1963
- Thomisus meenae Gajbe, 2005
- Thomisus melanostethus Simon, 1909
- Thomisus mimae Sen & Basu, 1963
- Thomisus modestus Blackwall, 1870
- Thomisus natalensis Lawrence, 1942
- Thomisus nepenthiphilus Fage, 1930
- Thomisus nirmali Saha & Raychaudhuri, 2007
- Thomisus nossibeensis Strand, 1907
- Thomisus obscuratus Caporiacco, 1947
- Thomisus obtusesetulosus Roewer, 1961
- Thomisus ochraceus Walckenaer, 1842
- Thomisus odiosus O. P.-Cambridge, 1898
- Thomisus okinawensis Strand, 1907
- Thomisus onustus Walckenaer, 1805
  - Thomisus onustus meridionalis Strand, 1907
- Thomisus oscitans Walckenaer, 1837
- Thomisus pateli Gajbe, 2004
- Thomisus pathaki Gajbe, 2004
- Thomisus penicillatus Simon, 1909
- Thomisus perspicillatus (Thorell, 1890)
- Thomisus pooneus Tikader, 1965
- Thomisus pritiae Gajbe, 2005
- Thomisus projectus Tikader, 1960
- Thomisus pugilis Stoliczka, 1869
- Thomisus rajani Bhandari & Gajbe, 2001
- Thomisus retirugus Simon, 1909
- Thomisus rigoratus Simon, 1906
- Thomisus rishus Tikader, 1970
- Thomisus roeweri Comellini, 1957
- Thomisus schoutedeni Comellini, 1957
- Thomisus schultzei Simon, 1910
- Thomisus scrupeus (Simon, 1886)
- Thomisus shillongensis Sen, 1963
- Thomisus shivajiensis Tikader, 1965
- Thomisus sikkimensis Tikader, 1962
- Thomisus simoni Gajbe, 2004
- Thomisus socotrensis Dippenaar-Schoeman & van Harten, 2007
- Thomisus sorajaii Basu, 1963
- Thomisus spectabilis Doleschall, 1859
- Thomisus spiculosus Pocock, 1901
- Thomisus stenningi Pocock, 1900
- Thomisus stigmatisatus Walckenaer, 1837
- Thomisus stoliczkai (Thorell, 1887)
- Thomisus sundari Gajbe & Gajbe, 2001
- Thomisus swatowensis Strand, 1907
- Thomisus tetricus Simon, 1890
- Thomisus transversus Fox, 1937
- Thomisus trigonus Giebel, 1869
- Thomisus tripunctatus Lucas, 1858
- Thomisus tuberculatus Dyal, 1935
- Thomisus turgidus Walckenaer, 1837
- Thomisus unidentatus Dippenaar-Schoeman & van Harten, 2007
- Thomisus venulatus Walckenaer, 1842
- Thomisus viveki Gajbe, 2004
- Thomisus vulnerabilis Mello-Leitão, 1929
- Thomisus whitakeri Gajbe, 2004
- Thomisus yemensis Dippenaar-Schoeman & van Harten, 2007
- Thomisus zaheeri Parveen et al., 2008
- Thomisus zhui Tang & Song, 1988
- Thomisus zuluanus Lawrence, 1942
- Thomisus zyuzini Marusik & Logunov, 1990

## Titidiops
Titidiops Mello-Leitão, 1929
- Titidiops melanosternus Mello-Leitão, 1929

## Titidius
Titidius Simon, 1895
- Titidius albifrons Mello-Leitão, 1929
- Titidius albiscriptus Mello-Leitão, 1941
- Titidius brasiliensis Mello-Leitão, 1915
- Titidius caninde Esmerio & Lise, 1996
- Titidius curvilineatus Mello-Leitão, 1941
- Titidius difficilis Mello-Leitão, 1929
- Titidius dubitatus Soares & Soares, 1946
- Titidius dubius Mello-Leitão, 1929
- Titidius galbanatus (Keyserling, 1880)
- Titidius gurupi Esmerio & Lise, 1996
- Titidius haemorrhous Mello-Leitão, 1947
- Titidius ignestii Caporiacco, 1947
- Titidius longicaudatus Mello-Leitão, 1943
- Titidius marmoratus Mello-Leitão, 1929
- Titidius multifasciatus Mello-Leitão, 1929
- Titidius pauper Mello-Leitão, 1947
- Titidius quinquenotatus Mello-Leitão, 1929
- Titidius rubescens Caporiacco, 1947
- Titidius rubrosignatus (Keyserling, 1880)
- Titidius uncatus Mello-Leitão, 1929
- Titidius urucu Esmerio & Lise, 1996

## Tmarus
Tmarus Simon, 1875
- Tmarus aberrans Mello-Leitão, 1944
- Tmarus aculeatus Chickering, 1950
- Tmarus africanus Lessert, 1919
- Tmarus albidus (L. Koch, 1876)
- Tmarus albifrons Piza, 1944
- Tmarus albisterni Mello-Leitão, 1942
- Tmarus albolineatus Keyserling, 1880
- Tmarus alticola Mello-Leitão, 1929
- Tmarus amazonicus Mello-Leitão, 1929
- Tmarus ampullatus Soares, 1943
- Tmarus angulatus (Walckenaer, 1837)
- Tmarus angulifer Simon, 1895
- Tmarus aporus Soares & Camargo, 1948
- Tmarus atypicus Mello-Leitão, 1929
- Tmarus australis Mello-Leitão, 1941
- Tmarus bedoti Lessert, 1928
- Tmarus berlandi Lessert, 1928
- Tmarus bifasciatus Mello-Leitão, 1929
- Tmarus bifidipalpus Mello-Leitão, 1943
- Tmarus biocellatus Mello-Leitão, 1929
- Tmarus bisectus Piza, 1944
- Tmarus borgmeyeri Mello-Leitão, 1929
- Tmarus bucculentus Chickering, 1950
- Tmarus byssinus Tang & Li, 2009
- Tmarus caeruleus Keyserling, 1880
- Tmarus cameliformis Millot, 1942
- Tmarus camellinus Mello-Leitão, 1929
- Tmarus cancellatus Thorell, 1899
  - Tmarus cancellatus congoensis Comellini, 1955
- Tmarus candefactus Caporiacco, 1954
- Tmarus candidissimus Mello-Leitão, 1947
- Tmarus caporiaccoi Comellini, 1955
- Tmarus caretta Mello-Leitão, 1929
- Tmarus caxambuensis Mello-Leitão, 1929
- Tmarus cinerascens (L. Koch, 1876)
- Tmarus cinereus Mello-Leitão, 1929
- Tmarus circinalis Song & Chai, 1990
- Tmarus clavimanus Mello-Leitão, 1929
- Tmarus clavipes Keyserling, 1891
- Tmarus cognatus Chickering, 1950
- Tmarus comellinii Garcia-Neto, 1989
- Tmarus contortus Chickering, 1950
- Tmarus corruptus O. P.-Cambridge, 1892
- Tmarus craneae Chickering, 1965
- Tmarus cretatus Chickering, 1965
- Tmarus curvus Chickering, 1950
- Tmarus decens O. P.-Cambridge, 1892
- Tmarus decoloratus Keyserling, 1883
- Tmarus decorus Chickering, 1965
- Tmarus dejectus (O. P.-Cambridge, 1885)
- Tmarus digitatus Mello-Leitão, 1929
- Tmarus digitiformis Yang, Zhu & Song, 2005
- Tmarus dostinikus Barrion & Litsinger, 1995
- Tmarus ehecatltocatl Jiménez, 1992
- Tmarus elongatus Mello-Leitão, 1929
- Tmarus eques Thorell, 1890
- Tmarus espiritosantensis Soares & Soares, 1946
- Tmarus estyliferus Mello-Leitão, 1929
- Tmarus fallax Mello-Leitão, 1929
- Tmarus farri Chickering, 1965
- Tmarus fasciolatus Simon, 1906
- Tmarus femellus Caporiacco, 1941
- Tmarus floridensis Keyserling, 1884
- Tmarus foliatus Lessert, 1928
- Tmarus formosus Mello-Leitão, 1917
- Tmarus gajdosi Marusik & Logunov, 2002
- Tmarus geayi Caporiacco, 1954
- Tmarus gongi Yin et al, 2004
- Tmarus grandis Mello-Leitão, 1929
- Tmarus guineensis Millot, 1942
- Tmarus hastatus Tang & Li, 2009
- Tmarus hazevensis Levy, 1973
- Tmarus hirsutus Mello-Leitão, 1929
- Tmarus holmbergi Schiapelli & Gerschman, 1941
- Tmarus homanni Chrysanthus, 1964
- Tmarus horvathi Kulczynski, 1895
- Tmarus humphreyi Chickering, 1965
- Tmarus hystrix Caporiacco, 1954
- Tmarus impedus Chickering, 1965
- Tmarus incertus Keyserling, 1880
- Tmarus incognitus Mello-Leitão, 1929
- Tmarus ineptus O. P.-Cambridge, 1892
- Tmarus infrasigillatus Mello-Leitão, 1947
- Tmarus innotus Chickering, 1965
- Tmarus innumus Chickering, 1965
- Tmarus insuetus Chickering, 1965
- Tmarus intentus O. P.-Cambridge, 1892
- Tmarus interritus Keyserling, 1880
- Tmarus jabalpurensis Gajbe & Gajbe, 1999
- Tmarus jelskii (Taczanowski, 1872)
- Tmarus jocosus O. P.-Cambridge, 1898
- Tmarus karolae Jézéquel, 1964
- Tmarus komi Ono, 1996
- Tmarus koreanus Paik, 1973
- Tmarus kotigeharus Tikader, 1963
- Tmarus lanyu Zhang, Zhu & Tso, 2006
- Tmarus lapadui Jézéquel, 1964
- Tmarus latifrons Thorell, 1895
- Tmarus lawrencei Comellini, 1955
- Tmarus levii Chickering, 1965
- Tmarus lichenoides Mello-Leitão, 1929
- Tmarus littoralis Keyserling, 1880
- Tmarus locketi Millot, 1942
  - Tmarus locketi djuguensis Comellini, 1955
- Tmarus longicaudatus Millot, 1942
- Tmarus longipes Caporiacco, 1947
- Tmarus longqicus Song & Zhu, 1993
- Tmarus longus Chickering, 1965
- Tmarus loriae Thorell, 1890
- Tmarus macilentus (L. Koch, 1876)
- Tmarus maculosus Keyserling, 1880
- Tmarus makiharai Ono, 1988
- Tmarus malleti Lessert, 1919
- Tmarus marmoreus (L. Koch, 1876)
- Tmarus menglae Song & Zhao, 1994
- Tmarus menotus Chickering, 1965
- Tmarus metropolitanus Mello-Leitão, 1929
- Tmarus milloti Comellini, 1955
- Tmarus minensis Mello-Leitão, 1929
- Tmarus minutus Banks, 1904
- Tmarus misumenoides Mello-Leitão, 1927
- Tmarus montericensis Keyserling, 1880
- Tmarus morosus Chickering, 1950
- Tmarus mourei Mello-Leitão, 1947
- Tmarus mundulus O. P.-Cambridge, 1892
- Tmarus mutabilis Soares, 1944
- Tmarus natalensis Lessert, 1925
- Tmarus neocaledonicus Kritscher, 1966
- Tmarus nigrescens Mello-Leitão, 1929
- Tmarus nigridorsi Mello-Leitão, 1929
- Tmarus nigristernus Caporiacco, 1947
- Tmarus nigrofasciatus Mello-Leitão, 1929
- Tmarus nigroviridis Mello-Leitão, 1929
- Tmarus ningshaanensis Wang & Xi, 1998
- Tmarus obesus Mello-Leitão, 1929
- Tmarus oblectator Logunov, 1992
- Tmarus obsecus Chickering, 1965
- Tmarus orientalis Schenkel, 1963
- Tmarus pallidus Mello-Leitão, 1929
- Tmarus parallelus Mello-Leitão, 1943
- Tmarus parki Chickering, 1950
- Tmarus paulensis Piza, 1935
- Tmarus pauper O. P.-Cambridge, 1892
- Tmarus perditus Mello-Leitão, 1929
- Tmarus peregrinus Chickering, 1950
- Tmarus peruvianus Berland, 1913
- Tmarus piger (Walckenaer, 1802)
- Tmarus piochardi (Simon, 1866)
- Tmarus pizai Soares, 1941
- Tmarus planetarius Simon, 1903
- Tmarus planifrons Mello-Leitão, 1943
- Tmarus planquettei Jézéquel, 1966
- Tmarus pleuronotatus Mello-Leitão, 1941
- Tmarus plurituberculatus Mello-Leitão, 1929
- Tmarus polyandrus Mello-Leitão, 1929
- Tmarus posticatus Simon, 1929
- Tmarus primitivus Mello-Leitão, 1929
- Tmarus probus Chickering, 1950
- Tmarus productus Chickering, 1950
- Tmarus prognathus Simon, 1929
- Tmarus projectus (L. Koch, 1876)
- Tmarus protobius Chickering, 1965
- Tmarus pugnax Mello-Leitão, 1929
- Tmarus pulchripes Thorell, 1894
- Tmarus punctatissimus (Simon, 1870)
- Tmarus punctatus (Nicolet, 1849)
- Tmarus qinlingensis Song & Wang, 1994
- Tmarus rainbowi Mello-Leitão, 1929
- Tmarus rarus Soares & Soares, 1946
- Tmarus riccii Caporiacco, 1941
- Tmarus rimosus Paik, 1973
- Tmarus rubinus Chickering, 1965
- Tmarus rubromaculatus Keyserling, 1880
- Tmarus salai Schick, 1965
- Tmarus schoutedeni Comellini, 1955
- Tmarus semiroseus Simon, 1909
- Tmarus separatus Banks, 1898
- Tmarus serratus Yang, Zhu & Song, 2005
- Tmarus shimojanai Ono, 1997
- Tmarus sigillatus Chickering, 1950
- Tmarus simoni Comellini, 1955
- Tmarus songi Han & Zhu, 2009
- Tmarus soricinus Simon, 1906
- Tmarus spicatus Tang & Li, 2009
- Tmarus spinosus Comellini, 1955
- Tmarus spinosus Zhu et al., 2005
- Tmarus srisailamensis Rao et al., 2006
- Tmarus staintoni (O. P.-Cambridge, 1873)
- Tmarus stellio Simon, 1875
- Tmarus stolzmanni Keyserling, 1880
- Tmarus striolatus Mello-Leitão, 1943
- Tmarus studiosus O. P.-Cambridge, 1892
- Tmarus taibaiensis Song & Wang, 1994
- Tmarus taishanensis Zhu & Wen, 1981
- Tmarus taiwanus Ono, 1977
- Tmarus tamazolinus Jiménez, 1988
- Tmarus thorelli Comellini, 1955
- Tmarus tinctus Keyserling, 1880
- Tmarus tonkinus Simon, 1909
- Tmarus toschii Caporiacco, 1949
- Tmarus trifidus Mello-Leitão, 1929
- Tmarus trituberculatus Mello-Leitão, 1929
- Tmarus truncatus (L. Koch, 1876)
- Tmarus tuberculitibiis Caporiacco, 1940
- Tmarus undatus Tang & Li, 2009
- Tmarus unicus Gertsch, 1936
- Tmarus vachoni Millot, 1942
- Tmarus variabilis (L. Koch, 1876)
- Tmarus variatus Keyserling, 1891
- Tmarus verrucosus Mello-Leitão, 1948
- Tmarus vertumus Chickering, 1965
- Tmarus vexillifer (Butler, 1876)
- Tmarus villasboasi Mello-Leitão, 1949
- Tmarus viridis Keyserling, 1880
- Tmarus vitusus Chickering, 1965
- Tmarus wiedenmeyeri Schenkel, 1953
- Tmarus yaginumai Ono, 1977
- Tmarus yani Yin et al., 2004
- Tmarus yerohamus Levy, 1973
- Tmarus yiminhensis Zhu & Wen, 1981

## Tobias
Tobias Simon, 1895
- Tobias albicans Mello-Leitão, 1929
- Tobias albovittatus Caporiacco, 1954
- Tobias camelinus (O. P.-Cambridge, 1869)
- Tobias caudatus Mello-Leitão, 1929
- Tobias cornutus (Taczanowski, 1872)
- Tobias corticatus Mello-Leitão, 1917
- Tobias epicadoides Mello-Leitão, 1944
- Tobias gradiens Mello-Leitão, 1929
- Tobias inermis Mello-Leitão, 1929
- Tobias martinezi Birabén, 1955
- Tobias monstrosus Simon, 1929
- Tobias paraguayensis Mello-Leitão, 1929
- Tobias pulcher Mello-Leitão, 1929
- Tobias pustulosus Mello-Leitão, 1929
- Tobias regius Birabén, 1955
- Tobias taczanowskii Roewer, 1951
- Tobias trituberculatus (Taczanowski, 1872)

## Trichopagis
Trichopagis Simon, 1886
- Trichopagis manicata Simon, 1886

## Ulocymus
Ulocymus Simon, 1886
- Ulocymus gounellei Simon, 1886
- Ulocymus intermedius Mello-Leitão, 1929
- Ulocymus sulcatus Mello-Leitão, 1929

## Uraarachne
Uraarachne Keyserling, 1880
- Uraarachne longa Keyserling, 1880
- Uraarachne vittata (Caporiacco, 1954)

## Wechselia
Wechselia Dahl, 1907
- Wechselia steinbachi Dahl, 1907

## Xysticus
Xysticus C. L. Koch, 1835
- Xysticus abditus Logunov, 2006
- Xysticus abramovi Marusik & Logunov, 1995
- Xysticus acerbus Thorell, 1872
  - Xysticus acerbus obscurior Kulczynski, 1895
- Xysticus acquiescens Emerton, 1919
- Xysticus advectus O. P.-Cambridge, 1890
- Xysticus adzharicus Mcheidze, 1971
- Xysticus aethiopicus L. Koch, 1875
- Xysticus albertensis Dondale, 2008
- Xysticus albidus Grese, 1909
- Xysticus albolimbatus Hu, 2001
- Xysticus albomaculatus Kulczynski, 1891
- Xysticus alboniger Turnbull, Dondale & Redner, 1965
- Xysticus aletaiensis Hu & Wu, 1989
- Xysticus alpicola Kulczynski, 1882
- Xysticus alpinistus Ono, 1978
- Xysticus alsus Song & Wang, 1994
- Xysticus altaicus Simon, 1895
- Xysticus altitudinis Levy, 1976
- Xysticus ampullatus Turnbull, Dondale & Redner, 1965
- Xysticus anatolicus Demir, Aktas & Top�u, 2008
- Xysticus apachecus Gertsch, 1933
- Xysticus apalacheus Gertsch, 1953
- Xysticus apertus Banks, 1898
- Xysticus apricus L. Koch, 1876
- Xysticus aprilinus Bryant, 1930
- Xysticus arenarius Thorell, 1875
- Xysticus arenicola Simon, 1875
- Xysticus argenteus Jézéquel, 1966
- Xysticus asper (Lucas, 1838)
- Xysticus atevs Ovtsharenko, 1979
- Xysticus atrimaculatus Bösenberg & Strand, 1906
- Xysticus auctificus Keyserling, 1880
- Xysticus audax (Schrank, 1803)
  - Xysticus audax massanicus Simon, 1932
- Xysticus audaxoides Zhang, Zhang & Song, 2004
- Xysticus austrosibiricus Logunov & Marusik, 1998
- Xysticus autumnalis L. Koch, 1875
- Xysticus aztecus Gertsch, 1953
- Xysticus bacurianensis Mcheidze, 1971
- Xysticus bakanas Marusik & Logunov, 1990
- Xysticus baltistanus (Caporiacco, 1935)
- Xysticus banksi Bryant, 1933
- Xysticus barbatus Caporiacco, 1936
- Xysticus benefactor Keyserling, 1880
- Xysticus bengalensis Tikader & Biswas, 1974
- Xysticus bengdakus Saha & Raychaudhuri, 2007
- Xysticus beni Strand, 1913
- Xysticus berlandi Schenkel, 1963
- Xysticus bermani Marusik, 1994
- Xysticus bharatae Gajbe & Gajbe, 1999
- Xysticus bicolor L. Koch, 1867
- Xysticus bicuspis Keyserling, 1887
- Xysticus bifasciatus C. L. Koch, 1837
- Xysticus bilimbatus L. Koch, 1875
- Xysticus bimaculatus L. Koch, 1867
- Xysticus bliteus (Simon, 1875)
- Xysticus boesenbergi Charitonov, 1928
- Xysticus bolivari Gertsch, 1953
- Xysticus bonneti Denis, 1938
- Xysticus bradti Gertsch, 1953
- Xysticus breviceps O. P.-Cambridge, 1885
- Xysticus brevidentatus Wunderlich, 1995
- Xysticus britcheri Gertsch, 1934
- Xysticus brunneitibiis Caporiacco, 1939
- Xysticus bufo (Dufour, 1820)
- Xysticus californicus Keyserling, 1880
- Xysticus canadensis Gertsch, 1934
- Xysticus canariensis (Wunderlich, 1987)
- Xysticus caperatoides Levy, 1976
- Xysticus caperatus Simon, 1875
- Xysticus caspicus Utochkin, 1968
- Xysticus caucasius L. Koch, 1878
- Xysticus chaparralis Schick, 1965
- Xysticus charitonowi Mcheidze, 1971
- Xysticus chippewa Gertsch, 1953
- Xysticus chui Ono, 1992
- Xysticus clavulus (Wunderlich, 1987)
- Xysticus clercki (Audouin, 1826)
- Xysticus cochise Gertsch, 1953
- Xysticus coloradensis Bryant, 1930
- Xysticus concinnus Kroneberg, 1875
- Xysticus concretus Utochkin, 1968
- Xysticus concursus Gertsch, 1934
- Xysticus conflatus Song, Tang & Zhu, 1995
- Xysticus connectens Kulczynski, 1901
- Xysticus cor Canestrini, 1873
- Xysticus corsicus Simon, 1875
- Xysticus cribratus Simon, 1885
- Xysticus crispabilis Song & Gao, 1996
- Xysticus cristatus (Clerck, 1757)
- Xysticus croceus Fox, 1937
- Xysticus cunctator Thorell, 1877
- Xysticus curtus Banks, 1898
- Xysticus daisetsuzanus Ono, 1988
- Xysticus dali Li & Yang, 2008
- Xysticus davidi Schenkel, 1963
- Xysticus deichmanni Sørensen, 1898
- Xysticus demirsoyi Demir, Topçu & Türkes, 2006
- Xysticus denisi Schenkel, 1963
- Xysticus desidiosus Simon, 1875
- Xysticus discursans Keyserling, 1880
- Xysticus diversus (Blackwall, 1870)
- Xysticus dolpoensis Ono, 1978
- Xysticus doriai (Dalmas, 1922)
- Xysticus durus (Sørensen, 1898)
- Xysticus dzhungaricus Tyschchenko, 1965
- Xysticus edax (O. P.-Cambridge, 1872)
- Xysticus egenus Simon, 1886
- Xysticus elegans Keyserling, 1880
- Xysticus elephantus Ono, 1978
- Xysticus ellipticus Turnbull, Dondale & Redner, 1965
- Xysticus embriki Kolosváry, 1935
- Xysticus emertoni Keyserling, 1880
- Xysticus ephippiatus Simon, 1880
- Xysticus erraticus (Blackwall, 1834)
- Xysticus excavatus Schenkel, 1963
- Xysticus facetus O. P.-Cambridge, 1896
- Xysticus fagei Lessert, 1919
- Xysticus fagei Schenkel, 1963
- Xysticus federalis Gertsch, 1953
- Xysticus ferox (Hentz, 1847)
- Xysticus ferrugineus Menge, 1876
- Xysticus ferruginoides Schenkel, 1963
- Xysticus ferus O. P.-Cambridge, 1876
- Xysticus fervidus Gertsch, 1953
- Xysticus fienae (Jocqué, 1993)
- Xysticus flavitarsis Simon, 1877
- Xysticus flavovittatus Keyserling, 1880
- Xysticus floridanus Banks, 1896
- Xysticus fraternus Banks, 1895
- Xysticus fuerteventurensis (Wunderlich, 1992)
- Xysticus funestus Keyserling, 1880
- Xysticus furtivus Gertsch, 1936
- Xysticus gallicus Simon, 1875
  - Xysticus gallicus batumiensis Mcheidze & Utochkin, 1971
- Xysticus gattefossei Denis, 1956
- Xysticus geometres L. Koch, 1874
- Xysticus gertschi Schick, 1965
- Xysticus ghigii Caporiacco, 1938
- Xysticus gobiensis Marusik & Logunov, 2002
- Xysticus gortanii Caporiacco, 1922
- Xysticus gosiutus Gertsch, 1933
- Xysticus gracilis Keyserling, 1880
- Xysticus graecus C. L. Koch, 1837
- Xysticus grallator Simon, 1932
- Xysticus grohi (Wunderlich, 1992)
- Xysticus guizhou Song & Zhu, 1997
- Xysticus gulosus Keyserling, 1880
- Xysticus gymnocephalus Strand, 1915
- Xysticus hainanus Song, 1994
- Xysticus havilandi Lawrence, 1942
- Xysticus hedini Schenkel, 1936
- Xysticus helophilus Simon, 1890
- Xysticus hepaticus Simon, 1903
- Xysticus himalayaensis Tikader & Biswas, 1974
- Xysticus hindusthanicus Basu, 1965
- Xysticus hotingchiehi Schenkel, 1963
- Xysticus hui Platnick, 1993
- Xysticus humilis Redner & Dondale, 1965
- Xysticus ibex Simon, 1875
  - Xysticus ibex dalmasi Simon, 1932
- Xysticus ictericus L. Koch, 1874
- Xysticus idolothytus Logunov, 1995
- Xysticus illaudatus Logunov, 1995
- Xysticus imitarius Gertsch, 1953
- Xysticus indiligens (Walckenaer, 1837)
- Xysticus insulicola Bösenberg & Strand, 1906
- Xysticus iviei Schick, 1965
  - Xysticus iviei sierrensis Schick, 1965
- Xysticus jabalpurensis Gajbe & Gajbe, 1999
- Xysticus jaharai Basu, 1979
- Xysticus japenus Roewer, 1938
- Xysticus jiangi Peng, Yin & Kim, 2000
- Xysticus jinlin Song & Zhu, 1995
- Xysticus joyantius Tikader, 1966
- Xysticus jugalis L. Koch, 1875
  - Xysticus jugalis larvatus Caporiacco, 1949
- Xysticus kalandadzei Mcheidze & Utochkin, 1971
- Xysticus kali Tikader & Biswas, 1974
- Xysticus kamakhyai Tikader, 1962
- Xysticus kansuensis Tang, Song & Zhu, 1995
- Xysticus kashidi Tikader, 1963
- Xysticus kaznakovi Utochkin, 1968
- Xysticus kempeleni Thorell, 1872
  - Xysticus kempeleni nigriceps Simon, 1932
- Xysticus keyserlingi Bryant, 1930
- Xysticus khasiensis Tikader, 1980
- Xysticus kochi Thorell, 1872
  - Xysticus kochi abchasicus Mcheidze & Utochkin, 1971
- Xysticus krakatauensis Bristowe, 1931
- Xysticus kulczynskii Wierzbicki, 1902
- Xysticus kurilensis Strand, 1907
- Xysticus kuzgi Marusik & Logunov, 1990
- Xysticus labradorensis Keyserling, 1887
- Xysticus laetus Thorell, 1875
- Xysticus lalandei (Audouin, 1826)
- Xysticus lanio C. L. Koch, 1835
  - Xysticus lanio alpinus Kulczynski, 1887
- Xysticus lanzarotensis (Wunderlich, 1992)
- Xysticus lapidarius Utochkin, 1968
- Xysticus lassanus Chamberlin, 1925
- Xysticus laticeps Bryant, 1933
- Xysticus latitabundus Logunov, 1995
- Xysticus lendli Kulczynski, 1897
- Xysticus lepnevae Utochkin, 1968
- Xysticus lindbergi Roewer, 1962
- Xysticus lineatus (Westring, 1851)
- Xysticus locuples Keyserling, 1880
- Xysticus loeffleri Roewer, 1955
- Xysticus logunovi Seyfulina & Mikhailov, 2004
- Xysticus logunovi Ono & Martens, 2005
- Xysticus lucifugus Lawrence, 1937
- Xysticus luctans (C. L. Koch, 1845)
- Xysticus luctator L. Koch, 1870
- Xysticus luctuosus (Blackwall, 1836)
- Xysticus lutzi Gertsch, 1935
- Xysticus macedonicus Silhavy, 1944
- Xysticus maculatipes Roewer, 1962
- Xysticus maculiger Roewer, 1951
- Xysticus madeirensis (Wunderlich, 1992)
- Xysticus manas Song & Zhu, 1995
- Xysticus marmoratus Thorell, 1875
- Xysticus martensi Ono, 1978
- Xysticus marusiki Ono & Martens, 2005
- Xysticus minor Charitonov, 1946
- Xysticus minutus Tikader, 1960
- Xysticus mongolicus Schenkel, 1963
- Xysticus montanensis Keyserling, 1887
- Xysticus mugur Marusik, 1990
- Xysticus mulleri Lawrence, 1952
- Xysticus multiaculeatus Caporiacco, 1940
- Xysticus mundulus O. P.-Cambridge, 1885
- Xysticus namaquensis Simon, 1910
- Xysticus natalensis Lawrence, 1938
- Xysticus nataliae Utochkin, 1968
- Xysticus nebulo Simon, 1909
- Xysticus nenilini Marusik, 1989
- Xysticus nepalhimalaicus Ono, 1978
- Xysticus nevadensis (Keyserling, 1880)
- Xysticus nigriceps Berland, 1922
- Xysticus nigromaculatus Keyserling, 1884
- Xysticus nigropunctatus L. Koch, 1867
- Xysticus nigrotrivittatus (Simon, 1870)
- Xysticus ninnii Thorell, 1872
  - Xysticus ninnii fusciventris Crome, 1965
- Xysticus nitidus Hu, 2001
- Xysticus nubilus Simon, 1875
- Xysticus nyingchiensis Song & Zhu, 1995
- Xysticus obesus Thorell, 1875
- Xysticus obscurus Collett, 1877
- Xysticus ocala Gertsch, 1953
- Xysticus orizaba Banks, 1898
- Xysticus ovadan Marusik & Logunov, 1995
- Xysticus ovatus Simon, 1876
- Xysticus ovcharenkoi Marusik & Logunov, 1990
- Xysticus paiutus Gertsch, 1933
- Xysticus palawanicus Barrion & Litsinger, 1995
- Xysticus palpimirabilis Marusik & Chevrizov, 1990
- Xysticus paniscus L. Koch, 1875
- Xysticus parallelus Simon, 1873
- Xysticus parapunctatus Song & Zhu, 1995
- Xysticus pearcei Schick, 1965
- Xysticus peccans O. P.-Cambridge, 1876
- Xysticus pellax O. P.-Cambridge, 1894
- Xysticus peninsulanus Gertsch, 1934
- Xysticus pentagonius Seyfulina & Mikhailov, 2004
- Xysticus periscelis Simon, 1908
- Xysticus pieperi Ono & Martens, 2005
- Xysticus pigrides Mello-Leitão, 1929
- Xysticus pinocorticalis (Wunderlich, 1992)
- Xysticus posti Sauer, 1968
- Xysticus potamon Ono, 1978
- Xysticus pretiosus Gertsch, 1934
- Xysticus promiscuus O. P.-Cambridge, 1876
- Xysticus pseudobliteus (Simon, 1880)
- Xysticus pseudocristatus Azarkina & Logunov, 2001
- Xysticus pseudolanio Wunderlich, 1995
- Xysticus pseudoluctuosus Marusik & Logunov, 1995
- Xysticus pseudorectilineus (Wunderlich, 1995)
- Xysticus pulcherrimus Keyserling, 1880
- Xysticus punctatus Keyserling, 1880
- Xysticus pygmaeus Tyschchenko, 1965
- Xysticus pynurus Tikader, 1968
- Xysticus quadratus Tang & Song, 1988
- Xysticus quadrispinus Caporiacco, 1933
  - Xysticus quadrispinus concolor Caporiacco, 1933
- Xysticus quagga Jocqué, 1977
- Xysticus rainbowi Strand, 1901
- Xysticus rectilineus (O. P.-Cambridge, 1872)
- Xysticus robinsoni Gertsch, 1953
- Xysticus robustus (Hahn, 1832)
  - Xysticus robustus strandianus Ermolajev, 1937
- Xysticus rockefelleri Gertsch, 1953
- Xysticus roonwali Tikader, 1964
- Xysticus rostratus Ono, 1988
- Xysticus rugosus Buckle & Redner, 1964
- Xysticus ryukyuensis Ono, 2002
- Xysticus sabulosus (Hahn, 1832)
  - Xysticus sabulosus occidentalis Kulczynski, 1916
- Xysticus saganus Bösenberg & Strand, 1906
- Xysticus sagittifer Lawrence, 1927
- Xysticus sansan Levy, 2007
- Xysticus sardiniensis (Wunderlich, 1995)
- Xysticus schoutedeni Lessert, 1943
- Xysticus secedens L. Koch, 1876
- Xysticus semicarinatus Simon, 1932
- Xysticus seserlig Logunov & Marusik, 1994
- Xysticus setiger O. P.-Cambridge, 1885
- Xysticus sharlaa Marusik & Logunov, 2002
- Xysticus shillongensis Tikader, 1962
- Xysticus shyamrupus Tikader, 1966
- Xysticus sibiricus Kulczynski, 1908
- Xysticus siciliensis Wunderlich, 1995
- Xysticus sicus Fox, 1937
- Xysticus sikkimus Tikader, 1970
- Xysticus silvestrii Simon, 1905
- Xysticus simonstownensis Strand, 1909
- Xysticus simplicipalpatus Ono, 1978
- Xysticus sinaiticus Levy, 1999
- Xysticus sjostedti Schenkel, 1936
- Xysticus slovacus Svaton, Pekár & Prídavka, 2000
- Xysticus soderbomi Schenkel, 1936
- Xysticus soldatovi Utochkin, 1968
- Xysticus spasskyi Utochkin, 1968
- Xysticus sphericus (Walckenaer, 1837)
- Xysticus spiethi Gertsch, 1953
- Xysticus squalidus Simon, 1883
- Xysticus strandi Kolosváry, 1934
- Xysticus striatipes L. Koch, 1870
- Xysticus subjugalis Strand, 1906
  - Xysticus subjugalis nigerrimus Caporiacco, 1941
- Xysticus tampa Gertsch, 1953
- Xysticus tarcos L. Koch, 1875
- Xysticus taukumkurt Marusik & Logunov, 1990
- Xysticus tenebrosus Silhavy, 1944
  - Xysticus tenebrosus ohridensis Silhavy, 1944
- Xysticus texanus Banks, 1904
- Xysticus thessalicoides Wunderlich, 1995
- Xysticus thessalicus Simon, 1916
- Xysticus tikaderi Bhandari & Gajbe, 2001
- Xysticus toltecus Gertsch, 1953
- Xysticus torsivoides Song & Zhu, 1995
- Xysticus torsivus Tang & Song, 1988
- Xysticus tortuosus Simon, 1932
- Xysticus transversomaculatus Bösenberg & Strand, 1906
- Xysticus triangulosus Emerton, 1894
- Xysticus triguttatus Keyserling, 1880
- Xysticus tristrami (O. P.-Cambridge, 1872)
- Xysticus trizonatus Ono, 1988
- Xysticus tsanghoensis Hu, 2001
- Xysticus tugelanus Lawrence, 1942
- Xysticus turkmenicus Marusik & Logunov, 1995
- Xysticus turlan Marusik & Logunov, 1990
- Xysticus tyshchenkoi Marusik & Logunov, 1995
- Xysticus ukrainicus Utochkin, 1968
- Xysticus ulkan Marusik & Logunov, 1990
- Xysticus ulmi (Hahn, 1831)
- Xysticus urbensis Lawrence, 1952
- Xysticus urgumchak Marusik & Logunov, 1990
- Xysticus vachoni Schenkel, 1963
- Xysticus variabilis Keyserling, 1880
- Xysticus verecundus Gertsch, 1934
- Xysticus verneaui Simon, 1883
- Xysticus viduus Kulczynski, 1898
- Xysticus viveki Gajbe, 2005
- Xysticus wagneri Gertsch, 1953
- Xysticus walesianus Karsch, 1878
- Xysticus winnipegensis Turnbull, Dondale & Redner, 1965
- Xysticus wuae Song & Zhu, 1995
- Xysticus wunderlichi Logunov, Marusik & Trilikauskas, 2001
- Xysticus xerodermus Strand, 1913
- Xysticus xiningensis Hu, 2001
- Xysticus xizangensis Tang & Song, 1988
- Xysticus xysticiformis (Caporiacco, 1935)
- Xysticus yogeshi Gajbe, 2005
- Xysticus zonshteini Marusik, 1989

## Zametopias
Zametopias Thorell, 1892
- Zametopias speculator Thorell, 1892
- Zametopias trimeni Simon, 1895

## Zametopina
Zametopina Simon, 1909
- Zametopina calceata Simon, 1909

## Zygometis
Zygometis Simon, 1901
- Zygometis lactea (L. Koch, 1876)